# Cometa
- Acima: 9P/Tempel (colisão do impactador: Deep Impact) e 67P/Churyumov-Gerasimenko (Rosetta)
- Meio: 17P/Holmes e sua cauda ionizada azul, e 81P/Wild (Wild 2) visitado por Stardust
- Abaixo: Hale-Bopp visto da Terra em 1997, e  C/2011 W3 (Lovejoy) fotografado da órbita da Terra

Um cometa é um pequeno corpo gelado do Sistema Solar que, ao passar perto do Sol, aquece e começa a liberar gases, processo que é chamado de desgaseificação. Isso produz uma atmosfera visível ou coma e, às vezes, também uma cauda. Esses fenômenos são devidos aos efeitos da radiação solar e da ação do vento solar sobre o núcleo do cometa. Os núcleos dos cometas variam de algumas centenas de metros a dezenas de quilômetros de diâmetro e são compostos de coleções soltas de gelo, poeira e pequenas partículas rochosas. O coma pode ter até 15 vezes o diâmetro da Terra, enquanto a cauda pode esticar além de uma unidade astronômica. Se suficientemente brilhante, um cometa pode ser visto da Terra sem o auxílio de um telescópio e pode subtender um arco de 30° (60 Luas) no céu. Os cometas foram observados e registrados desde os tempos antigos por muitas culturas e religiões.
Os cometas geralmente têm órbitas elípticas altamente excêntricas e uma ampla gama de períodos orbitais, variando de vários anos a potencialmente vários milhões de anos. Os cometas de curto período se originam no cinturão de Kuiper ou em seu disco espalhado associado, que fica além da órbita de Netuno. Acredita-se que os cometas de longo período se originem na nuvem de Oort, uma nuvem esférica de corpos gelados que se estende de fora do cinturão de Kuiper até a metade do caminho para a estrela mais próxima. Cometas de longo período são colocados em movimento em direção ao Sol a partir da nuvem de Oort por perturbações gravitacionais causadas pela passagem de estrelas e pela maré galáctica. Os cometas hiperbólicos podem passar uma vez pelo Sistema Solar interno antes de serem lançados no espaço interestelar. O aparecimento de um cometa é denominado aparição.
Os cometas se distinguem dos asteroides pela presença de uma atmosfera estendida, gravitacionalmente não-ligada, em torno de seu núcleo central. Essa atmosfera tem partes denominadas coma (a parte central imediatamente ao redor do núcleo) e cauda (uma seção tipicamente linear que consiste em poeira ou gás expelido do coma pela leve pressão do Sol ou pelo plasma do vento solar excedente). No entanto, cometas extintos que passaram perto do Sol muitas vezes perderam quase todo o seu gelo volátil e poeira e podem vir a se parecer com pequenos asteroides. Pensa-se que os asteroides têm uma origem diferente dos cometas, tendo-se formado dentro da órbita de Júpiter, e não no Sistema Solar exterior. A descoberta de cometas do cinturão principal e de planetas menores centauros ativos turvou a distinção entre asteroides e cometas. No início do século XXI, a descoberta de alguns corpos menores com órbitas de cometas de longo período, mas com características de asteroides do Sistema Solar interno, foram chamados de cometas Manx. Eles ainda são classificados como cometas, como C/2014 S3 (PANSTARRS). 27 cometas Manx foram encontrados de 2013 a 2017.
Em abril de 2021, havia 4 595 cometas conhecidos, um número que aumenta constantemente à medida que mais são descobertos. No entanto, isso representa apenas uma pequena fração da população potencial total de cometas, já que o reservatório de corpos semelhantes a cometas no Sistema Solar externo (na nuvem de Oort) é estimado em 1 trilhão. Aproximadamente um cometa por ano é visível a olho nu, embora muitos deles sejam tênues e nada espetaculares. Exemplos particularmente brilhantes são chamados de "grandes cometas". Os cometas foram visitados por sondas não tripuladas como a Rosetta da Agência Espacial Europeia, que se tornou a primeira a pousar uma espaçonave robótica em um cometa, e a Deep Impact da NASA, que explodiu uma cratera no cometa Tempel 1 para estudar seu interior.

## Etimologia

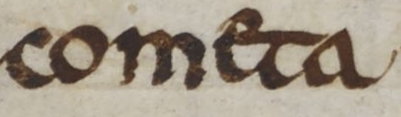
Um cometa foi mencionado na Crônica Anglo-Saxônica que supostamente apareceu em 729 d.C.

A palavra cometa deriva do inglês antigo cometa do latim comēta ou comētēs. Isso, por sua vez, é uma romanização do grego antigo κομήτης 'usar cabelo comprido', e o Oxford English Dictionary observa que o termo (ἀστὴρ) κομήτης já significava 'cometa, estrela de cabelo comprido' em grego. Κομήτης era derivado de κομᾶν (koman) 'usar o cabelo comprido', que por sua vez era derivado de κόμη (komē) 'o cabelo da cabeça' e era usado para significar 'a cauda de um cometa'.
O símbolo astronômico para cometas (representado em Unicode) é U+2604 ☄ COMET, que consiste em um pequeno disco com três extensões semelhantes a fios de cabelo.

## Características físicas

Diagrama mostrando as características físicas de um cometa. a) Núcleo, b) Coma, c) Cauda de gás/íon d) Cauda de poeira, e) Envoltório de hidrogênio, f) Movimento do Cometa g) Direção ao Sol

### Núcleo

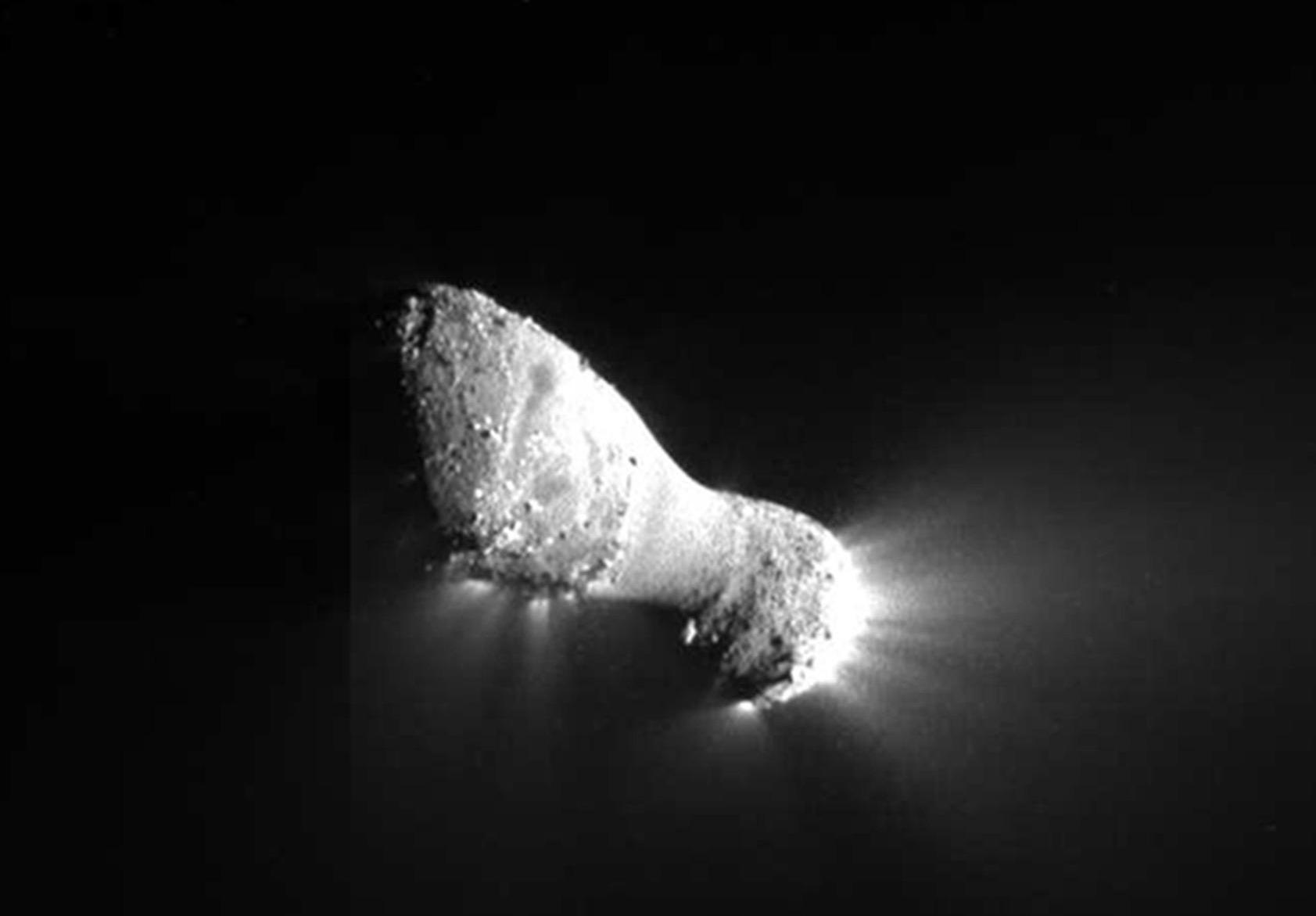
Núcleo do 103P/Hartley conforme imageado durante o sobrevoo de uma sonda espacial. O núcleo tem cerca de 2 km de comprimento

A estrutura sólida central de um cometa é conhecida como núcleo. Os núcleos cometários são compostos de uma amálgama de rocha, poeira, gelo de água e dióxido de carbono congelado, monóxido de carbono, metano e amônia. Como tal, são popularmente descritos como "bolas de neve sujas", em homenagem ao modelo de Fred Whipple. Os cometas com alto teor de poeira são chamados de "bolas de sujeira geladas". O termo "bolas de sujeira geladas" surgiu após a observação da colisão do Cometa 9P/Tempel 1 com uma sonda "impactadora" enviada pela missão Deep Impact da NASA em julho de 2005. Pesquisa realizada em 2014 sugere que os cometas são como "sorvete frito", em que suas superfícies são formadas por gelo cristalino denso misturado com compostos orgânicos, enquanto o gelo interior é mais frio e menos denso.
A superfície do núcleo é geralmente seca, empoeirada ou rochosa, sugerindo que os gelos estão escondidos sob uma crosta superficial com vários metros de espessura. Além dos gases já mencionados, os núcleos contêm uma variedade de compostos orgânicos, que podem incluir metanol, cianeto de hidrogênio, formaldeído, etanol, etano e talvez moléculas mais complexas, como hidrocarbonetos de cadeia longa e aminoácidos. Em 2009, foi confirmado que o aminoácido glicina foi encontrado na poeira do cometa recuperada pela missão Stardust da NASA. Em agosto de 2011, um relatório, baseado em estudos da NASA de meteoritos encontrados na Terra, foi publicado sugerindo que componentes de DNA e RNA (adenina, guanina e moléculas orgânicas relacionadas) podem ter sido formados em asteroides e cometas.

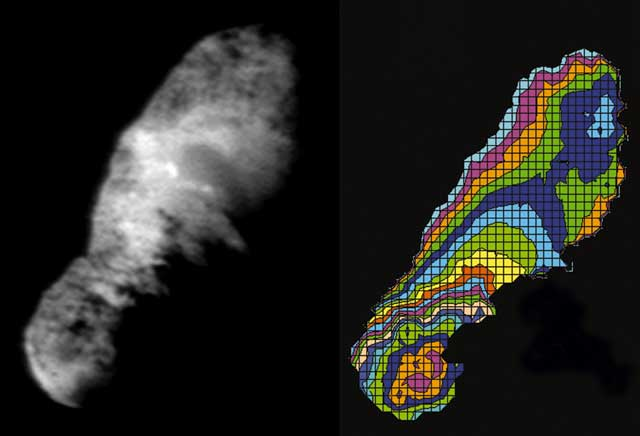
O cometa Borrelly exibe jatos, mas não tem gelo na superfície

As superfícies externas dos núcleos cometários têm um albedo muito baixo, tornando-os um dos objetos menos refletivos encontrados no Sistema Solar. A sonda espacial Giotto descobriu que o núcleo do cometa Halley (1P/Halley) reflete cerca de 4% da luz que incide sobre ele, e Deep Space 1 descobriu que a superfície do cometa Borrelly reflete menos de 3%; em comparação, o asfalto reflete 7%. O material escuro da superfície do núcleo pode consistir em compostos orgânicos complexos. O aquecimento solar expulsa os compostos voláteis mais leves, deixando para trás compostos orgânicos maiores que tendem a ser muito escuros, como o alcatrão ou o petróleo. A baixa refletividade das superfícies cometárias faz com que absorvam o calor que impulsiona seus processos de desgaseificação.
Núcleos de cometas com raios de até 30 km foram observados, mas determinar seu tamanho exato é difícil. O núcleo do 322P/SOHO provavelmente tem apenas 100 a 200 metros de diâmetro.. A falta de cometas menores sendo detectados, apesar do aumento da sensibilidade dos instrumentos, levou alguns a sugerir que há uma falta real de cometas menores que 100 metros de diâmetro. Estima-se que cometas conhecidos tenham uma densidade média de 0,6 g/cm3 Devido à sua baixa massa, os núcleos dos cometas não se tornam esféricos sob sua própria gravidade e, portanto, têm formas irregulares.

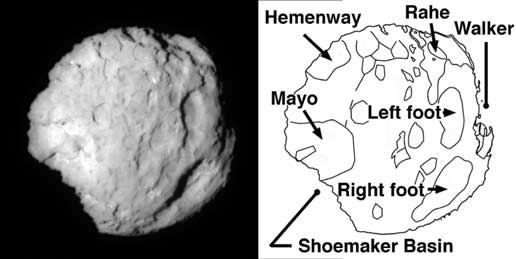
O cometa 81P/Wild exibe jatos no lado claro e no lado escuro, relevo total e está seco

Acredita-se que cerca de 6% dos asteroides próximos à Terra sejam núcleos extintos de cometas que não sofrem mais liberação de gases, incluindo 14827 Hypnos e 3552 Don Quixote.
Os resultados das sondas Rosetta e Philae mostram que o núcleo do 67P/Churyumov-Gerasimenko não tem campo magnético, o que sugere que o magnetismo pode não ter desempenhado um papel na formação inicial dos planetesimais. Além disso, o espectrógrafo ALICE na Rosetta determinou que os elétrons, dentro de 1 km acima do núcleo cometário) produzidos a partir da fotoionização de moléculas de água por radiação solar, e não fótons do Sol como se pensava anteriormente, são responsáveis pela degradação da água e moléculas de dióxido de carbono liberadas do núcleo cometário em seu coma. Instrumentos na sonda Philae encontraram pelo menos 16 compostos orgânicos na superfície do cometa, 4 dos quais (acetamida, acetona, isocianato de metila e propanal) foram detectados pela primeira vez em um cometa.
| Nome                      | Dimensões (km)  | Densidade (g/cm3) | Massa (kg) | Refs          |
| ------------------------- | --------------- | ----------------- | ---------- | ------------- |
| Cometa Halley             | 15 × 8 × 8      | 0,6               | 3×1014     | [ 41 ] [ 42 ] |
| 9P/Tempel 1               | 7,6 × 4,9       | 0,62              | 7,9×1013   | [ 30 ] [ 43 ] |
| 19P/Borrelly              | 8 × 4 × 4       | 0,3               | 2,0×1013   | [ 30 ]        |
| 81P/Wild                  | 5,5 × 4,0 × 3,3 | 0,6               | 2,3×1013   | [ 30 ] [ 44 ] |
| 67P/Churyumov-Gerasimenko | 4,1 × 3,3 × 1,8 | 0,47              | 1,0×1013   | [ 45 ] [ 46 ] |

### Coma

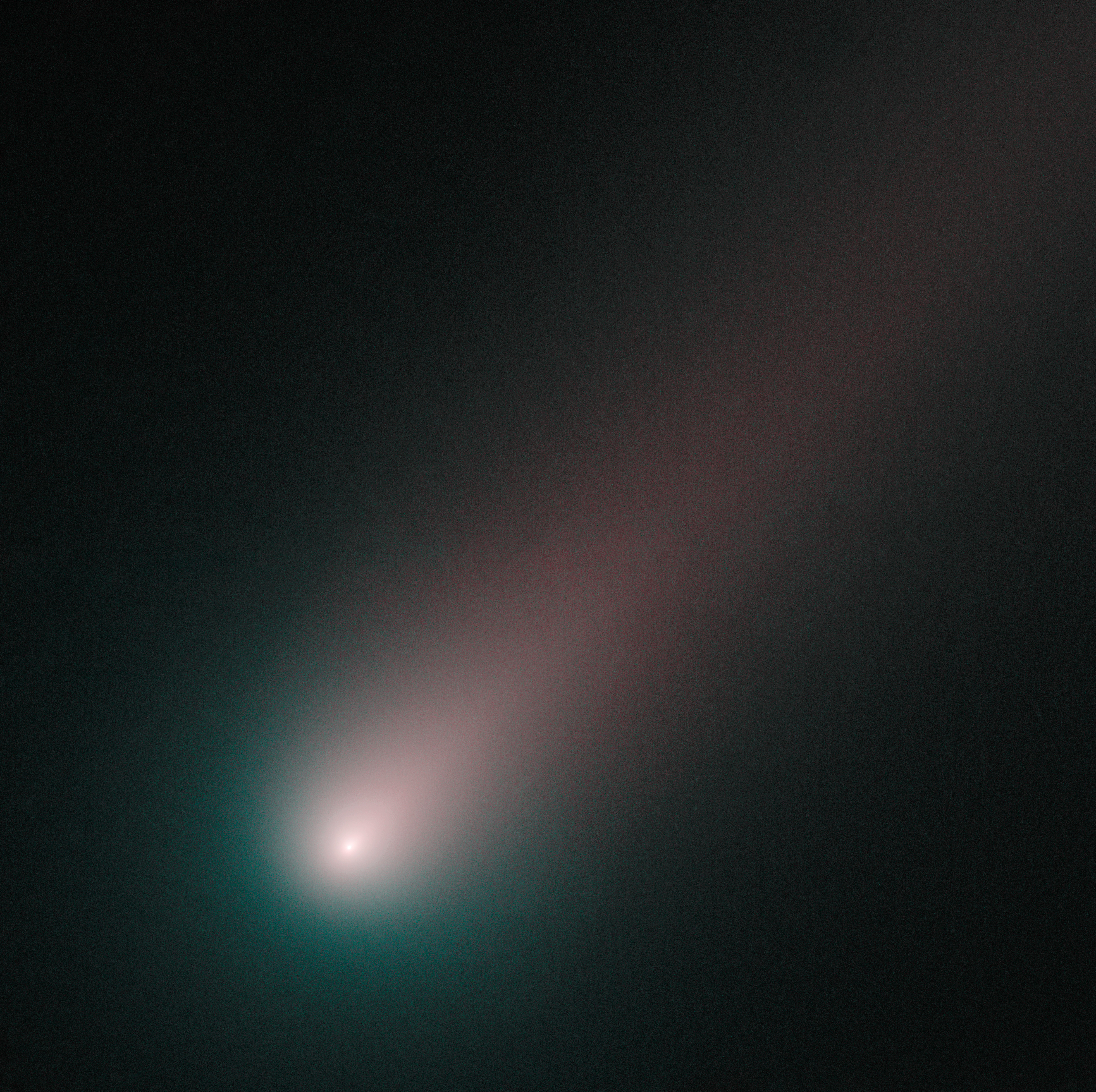
Imagem do Hubble do cometa ISON pouco antes do periélio.

As correntes de poeira e gás assim liberadas formam uma atmosfera enorme e extremamente fina ao redor do cometa, chamada de "coma". A força exercida no coma pela pressão de radiação do Sol e pelo vento solar faz com que uma enorme "cauda" se forme apontando para longe do Sol.
O coma geralmente é feito de água e poeira, com a água constituindo até 90% dos voláteis que saem do núcleo quando o cometa está dentro de 3 a 4 unidades astronômicas (450 milhões a 600 milhões de km) do Sol. A molécula-mãe H
2O
 é destruída principalmente por meio da fotodissociação e, em uma extensão muito menor, da fotoionização, com o vento solar desempenhando um papel menor na destruição da água em comparação com a fotoquímica. Partículas de poeira maiores são deixadas ao longo do caminho orbital do cometa, enquanto partículas menores são empurradas do Sol para a cauda do cometa pela pressão da luz.
Embora o núcleo sólido dos cometas tenha geralmente menos de 60 km de diâmetro, a coma pode ter milhares ou milhões de km de diâmetro, às vezes tornando-se maior do que o Sol. Por exemplo, cerca de um mês após uma explosão em outubro de 2007, o cometa 17P/Holmes teve brevemente uma tênue atmosfera de poeira maior do que o Sol. O Grande Cometa de 1811 também teve um coma com aproximadamente o diâmetro do Sol. Embora o coma possa se tornar muito grande, seu tamanho pode diminuir no momento em que cruza a órbita de Marte, a cerca de 1,5 unidade astronômica (220 milhões de km) do Sol. A essa distância, o vento solar se torna forte o suficiente para soprar o gás e a poeira para longe do coma e, com isso, aumentar a cauda. Observou-se que caudas de íons se estendem por uma unidade astronômica (150 milhões de km) ou mais.

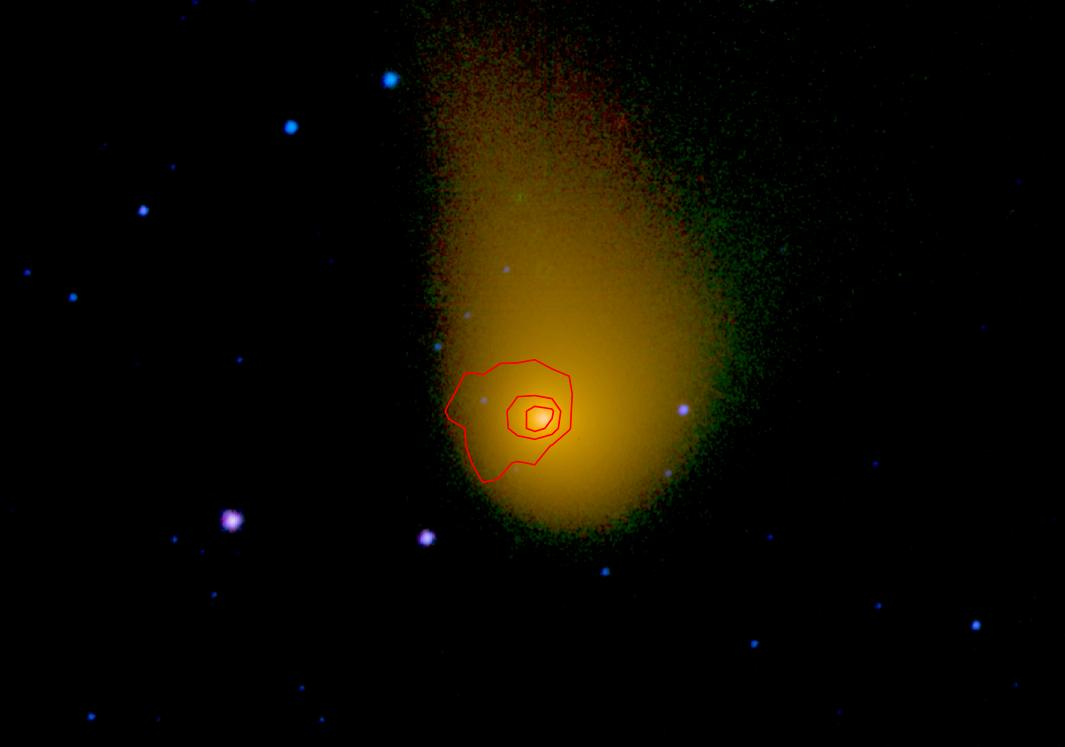
C/2006 W3 (Chistensen) emitindo gás carbônico (imagem IR)

Tanto o coma quanto a cauda são iluminadas pelo Sol e podem se tornar visíveis quando um cometa passa pelo Sistema Solar interno, a poeira reflete a luz solar diretamente enquanto os gases brilham por ionização. A maioria dos cometas é tênue demais para ser visível sem o auxílio de um telescópio, mas alguns poucos a cada década tornam-se brilhantes o suficiente para serem visíveis a olho nu. Ocasionalmente, um cometa pode experimentar uma explosão enorme e repentina de gás e poeira, durante a qual o tamanho do coma aumenta muito por um período de tempo. Isso aconteceu em 2007 com o cometa 17P/Holmes.
Em 1996, descobriu-se que os cometas emitiam raios-X. Isso surpreendeu muito os astrônomos, porque a emissão de raios-X geralmente está associada a corpos com temperaturas muito altas. Os raios-X são gerados pela interação entre cometas e o vento solar: quando íons do vento solar altamente carregados voam através de uma atmosfera cometária, eles colidem com átomos e moléculas cometárias, "roubando" um ou mais elétrons do átomo em um processo chamado "troca de carga". Essa troca ou transferência de um elétron para o íon do vento solar é seguida por sua desexcitação para o estado fundamental do íon pela emissão de raios-X e fótons ultravioleta distantes.

### Choque em arco
Os choques em arco se formam como resultado da interação entre o vento solar e a ionosfera cometária, que é criada pela ionização de gases do coma. À medida que o cometa se aproxima do Sol, as taxas crescentes de liberação de gases causam a expansão do coma e a luz do Sol ioniza os gases no coma. Quando o vento solar passa por esse coma de íons, surge o choque em arco.
As primeiras observações foram feitas nas décadas de 1980 e 1990, quando várias sondas sobrevoavam pelos cometas 21P/Giacobini-Zinner, 1P/Halley, e 26P/Grigg-Skjellerup. Descobriu-se então que os choques em arco em cometas são mais largos e mais graduais do que os choques em arco planetários agudos vistos, por exemplo, na Terra. Todas essas observações foram feitas perto do periélio, quando os choques em arco já estavam totalmente desenvolvidos.
A sonda espacial Rosetta observou o choque em arco no cometa 67P/Churyumov-Gerasimenko em um estágio inicial do desenvolvimento do choque em arco, quando a liberação de gás aumentou durante a jornada do cometa em direção ao Sol. Este choque em arco jovem foi chamado de "choque em arco infantil". O choque em arco infantil é assimétrico e, em relação à distância ao núcleo, mais largo do que os choques em arco totalmente desenvolvidos.

### Cauda

Direção típica das caudas durante a órbita de um cometa perto do Sol

No Sistema Solar exterior, os cometas permanecem congelados e inativos e são extremamente difíceis ou impossíveis de detectar da Terra devido ao seu pequeno tamanho. Detecções estatísticas de núcleos de cometas inativos no cinturão de Kuiper foram relatadas a partir de observações do Telescópio Espacial Hubble, mas essas detecções foram questionadas. Conforme um cometa se aproxima do Sistema Solar interno, a radiação solar faz com que os materiais voláteis dentro do cometa vaporizem e fluam para fora do núcleo, levando a poeira com eles.
Cada um dos fluxos de poeira e gás formam sua própria cauda distinta, apontando em direções ligeiramente diferentes. A cauda de poeira é deixada para trás na órbita do cometa de tal maneira que frequentemente forma uma cauda curva chamada de tipo II ou cauda de poeira. Ao mesmo tempo, o íon ou cauda do tipo I, feito de gases, sempre aponta diretamente para longe do Sol porque esse gás é mais fortemente afetado pelo vento solar do que a poeira, seguindo as linhas do campo magnético ao invés de uma trajetória orbital. Em ocasiões, como quando a Terra passa pelo plano orbital de um cometa, a anticauda, apontando na direção oposta às caudas de íons e poeira, pode ser visto.

Diagrama de um cometa mostrando a trilha de poeira, a cauda de poeira e a cauda de gás iônico formada pelo vento solar

A observação de anticaudas contribuiu significativamente para a descoberta do vento solar. A cauda de íons é formada como resultado da ionização por radiação ultravioleta solar de partículas do coma. Uma vez que as partículas tenham sido ionizadas, elas atingem uma carga elétrica positiva líquida, que por sua vez dá origem a uma "magnetosfera induzida" ao redor do cometa. O cometa e seu campo magnético induzido formam um obstáculo para o fluxo de partículas do vento solar. Como a velocidade orbital relativa do cometa e do vento solar é supersônica, um choque em arco é formado a montante do cometa na direção do fluxo do vento solar. Neste choque em arco, grandes concentrações de íons cometários (chamados de "íons de coleta") se reúnem e agem para "carregar" o campo magnético solar com plasma, de forma que as linhas de campo "caiam" ao redor do cometa formando a cauda do íon.
Se o carregamento da cauda do íon for suficiente, as linhas do campo magnético são comprimidas até o ponto onde, a alguma distância ao longo da cauda do íon, ocorre a reconexão magnética. Isso leva a um "evento de desconexão da cauda". Isso foi observado em várias ocasiões, um evento notável foi registrado em 20 de abril de 2007, quando a cauda de íons do cometa Encke foi completamente cortada enquanto o cometa passava por uma ejeção de massa coronal. Este evento foi observado pela sonda espacial STEREO.
Em 2013, os cientistas da Agência Espacial Europeia relataram que a ionosfera do planeta Vênus flui para fora de uma maneira semelhante à cauda de íons vista fluindo de um cometa em condições semelhantes".

### Jatos

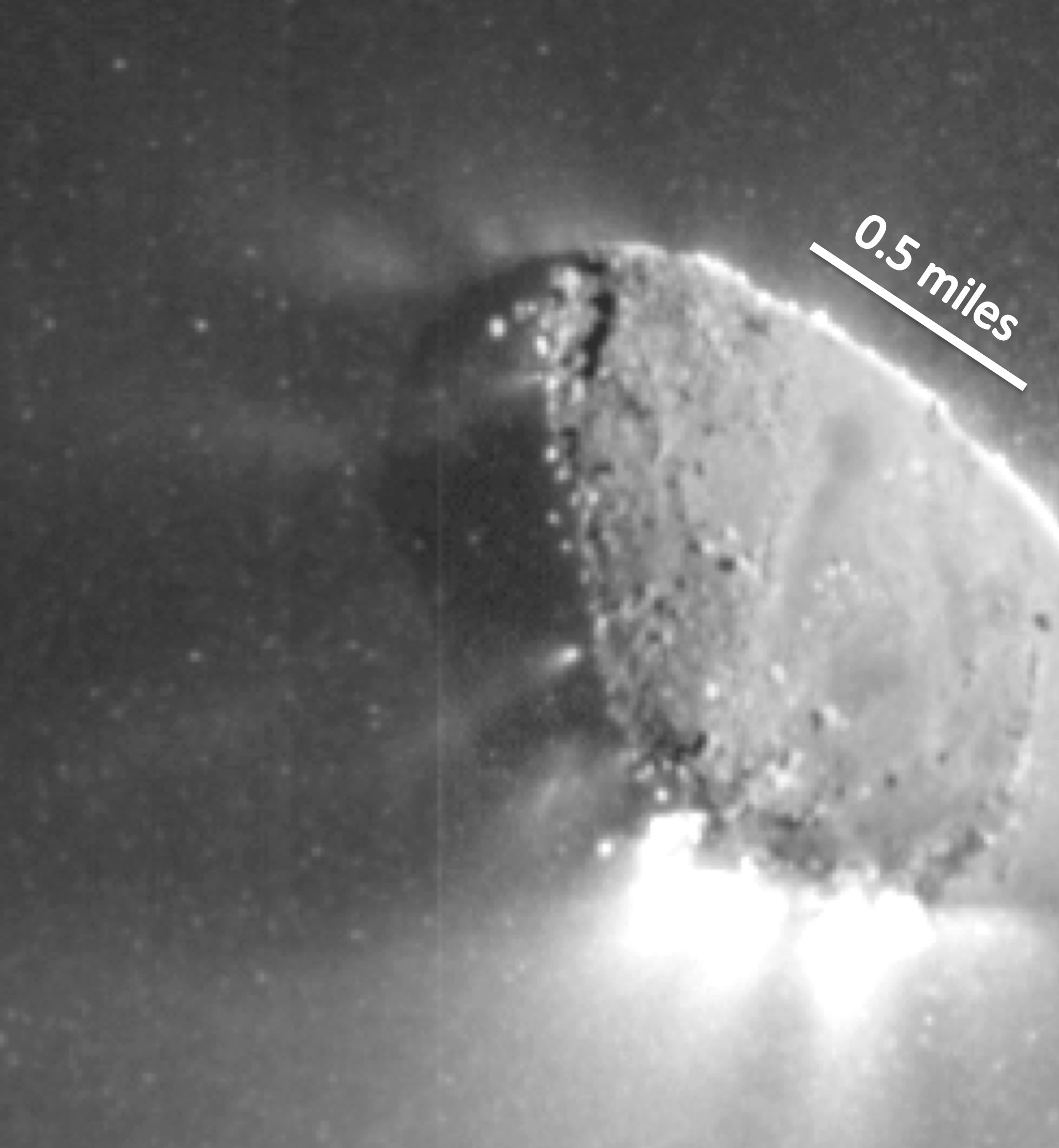
Jatos de gás e neve do 103P/Hartley

O aquecimento desigual pode fazer com que gases recém-gerados saiam de um ponto fraco na superfície do núcleo do cometa, como um gêiser. Esses fluxos de gás e poeira podem fazer com que o núcleo gire e até mesmo se divida. Em 2010, foi revelado que o gelo seco (dióxido de carbono congelado) pode alimentar jatos de material que fluem para fora do núcleo de um cometa. Imagens infravermelhas do 103P/Hartley mostram esses jatos saindo e carregando grãos de poeira para o coma.

## Características orbitais
A maioria dos cometas são pequenos corpos do Sistema Solar com órbitas elípticas alongadas que os levam para perto do Sol em uma parte de sua órbita e depois para os confins do Sistema Solar no restante. Os cometas são frequentemente classificados de acordo com a duração de seus períodos orbitais: Quanto mais longo for o período, mais alongada será a elipse.

### Curto período
Cometas periódicos ou cometas de curto período são geralmente definidos como aqueles que têm períodos orbitais de menos de 200 anos. Eles geralmente orbitam mais ou menos no plano da eclíptica na mesma direção que os planetas. Suas órbitas normalmente os levam para a região dos planetas externos (Júpiter e além) no afélio; por exemplo, o afélio do cometa Halley está um pouco além da órbita de Netuno. Os cometas cujos afélios estão próximos à órbita de um planeta importante são chamados de "família". Acredita-se que tais famílias surjam do planeta capturando cometas de período longo em órbitas mais curtas.
No extremo do período orbital mais curto, o cometa Encke tem uma órbita que não atinge a órbita de Júpiter e é conhecido como um cometa do tipo Encke. Cometas de curto período com períodos orbitais menores que 20 anos e baixas inclinações (até 30 graus) para a eclíptica são chamados tradicionalmente de cometas da família de Júpiter (JFC). Aqueles como o cometa Halley, com períodos orbitais entre 20 e 200 anos e inclinações que vão de zero a mais de 90 graus, são chamados de cometas do tipo Halley (HTC). Em 2020, 91 HTC foram observados, em comparação com 691 JFC identificados.
Os cometas do cinturão principal recentemente descobertos formam uma classe distinta, orbitando em órbitas mais circulares dentro do cinturão de asteroides.
Como suas órbitas elípticas frequentemente os levam para perto dos planetas gigantes, os cometas estão sujeitos a outras perturbações gravitacionais. Cometas de curto período têm uma tendência de seus afélios coincidirem com o semieixo maior de um planeta gigante, com os JFC sendo o maior grupo. É claro que os cometas vindos da nuvem de Oort frequentemente têm suas órbitas fortemente influenciadas pela gravidade de planetas gigantes como resultado de um encontro próximo. Júpiter é a fonte das maiores perturbações, tendo mais de duas vezes a massa de todos os outros planetas combinados. Essas perturbações podem desviar cometas de longo período para períodos orbitais mais curtos.
Com base em suas características orbitais, acredita-se que os cometas de curto período se originem dos centauros e do cinturão de Kuiper/disco disperso, um disco de objetos na região transnetuniana, ao passo que acredita-se que a fonte dos cometas de longo período ser a nuvem de Oort, muito mais distante (em homenagem ao astrônomo holandês Jan Hendrik Oort, que hipotetizou sua existência). Acredita-se que grandes enxames de corpos semelhantes a cometas orbitam o Sol nessas regiões distantes em órbitas aproximadamente circulares. Ocasionalmente, a influência gravitacional dos planetas externos (no caso dos objetos do cinturão de Kuiper) ou estrelas próximas (no caso dos objetos da nuvem de Oort) pode lançar um desses corpos em uma órbita elíptica que o leva para dentro em direção ao Sol para formar um visível cometa. Ao contrário do retorno de cometas periódicos, cujas órbitas foram estabelecidas por observações anteriores, o aparecimento de novos cometas por esse mecanismo é imprevisível. Quando lançados na órbita do Sol, e sendo continuamente arrastados em sua direção, toneladas de matéria são retiradas dos cometas que influenciam grandemente sua vida útil; quanto mais despojado, menos eles vivem e vice-versa.

### Longo período

Órbitas do cometa Kohoutek (vermelho) e da Terra (azul), ilustrando a alta excentricidade de sua órbita e seu rápido movimento quando próximo ao Sol

Os cometas de longo período têm órbitas altamente excêntricas e períodos que variam de 200 anos a milhares ou mesmo milhões de anos. Uma excentricidade maior que 1 quando perto do periélio não significa necessariamente que um cometa deixará o Sistema Solar. Por exemplo, o cometa McNaught tinha uma excentricidade osculante heliocêntrica de 1,000019 perto de sua época de passagem no periélio em janeiro de 2007, mas está ligado ao Sol com uma órbita de aproximadamente 92 600 anos porque a excentricidade cai abaixo de 1 conforme ele se afasta do Sol. A futura órbita de um cometa de longo período é obtida apropriadamente quando a órbita osculante é computada em uma época após deixar a região planetária e é calculada em relação ao centro de massa do Sistema Solar. Por definição, os cometas de longo período permanecem gravitacionalmente ligados ao Sol; aqueles cometas que são ejetados do Sistema Solar devido a passagens fechadas por planetas principais não são mais considerados apropriadamente como tendo "períodos". As órbitas dos cometas de longo período os levam muito além dos planetas externos em afélio, e o plano de suas órbitas não precisa ficar perto da eclíptica. Cometas de longo período como C/1999 F1 e C/2017 T2 podem ter distâncias de afélio de quase 70 000 UA (1,1 anos-luz) com períodos orbitais estimados em torno de 6 milhões de anos.
Cometas de aparição única ou não-periódicos são semelhantes aos cometas de longo período porque eles também têm trajetórias parabólicas ou ligeiramente hiperbólicas quando próximos ao periélio no Sistema Solar interno. No entanto, as perturbações gravitacionais de planetas gigantes fazem com que suas órbitas mudem. Os cometas de aparição única têm uma órbita osculante hiperbólica ou parabólica que lhes permite sair permanentemente do Sistema Solar após uma única passagem do Sol. A Esfera de Hill do Sol tem um limite máximo instável de 230 000 UA (3,6 anos-luz). Apenas algumas centenas de cometas foram vistos atingindo uma órbita hiperbólica (e > 1) quando perto do periélio que o uso de um melhor ajuste heliocêntrico não perturbado de dois-corpos sugere que eles podem escapar do Sistema Solar.
Em 2019, apenas dois objetos foram descobertos com uma excentricidade significativamente maior do que um: 1I/ʻOumuamua e 2I/Borisov, indicando uma origem fora do Sistema Solar. Enquanto 1I/ʻOumuamua, com uma excentricidade de cerca de 1,2, não mostrou sinais ópticos de atividade cometária durante sua passagem pelo Sistema Solar interno em outubro de 2017, mudanças em sua trajetória, que sugere desgaseificação, indicam que é provavelmente um cometa. Por outro lado, 2I/Borisov, com uma excentricidade estimada de cerca de 3,36, foi observado para ter a característica de coma cometária, e é considerado o primeiro cometa interestelar detectado. O cometa C/1980 E1 teve um período orbital de aproximadamente 7,1 milhões de anos antes da passagem do periélio de 1982, mas um encontro de 1980 com Júpiter acelerou o cometa dando-lhe a maior excentricidade (1,057) de qualquer cometa solar conhecido com um arco de observação razoável. Os cometas que não devem retornar ao Sistema Solar interno incluem C/1980 E1, C/2000 U5, C/2001 Q4, C/2009 R1, C/1956 R1 e C/2007 F1.
Algumas autoridades usam o termo "cometa periódico" para se referir a qualquer cometa com uma órbita periódica (isto é, todos os cometas de curto período mais todos os cometas de longo período), enquanto outros o usam para designar exclusivamente cometas de curto período. Da mesma forma, embora o significado literal de "cometa não-periódico" seja o mesmo que "cometa de aparição única", alguns o usam para significar todos os cometas que não são "periódicos" no segundo sentido (ou seja, para incluir também todos os cometas com um período superior a 200 anos).
As primeiras observações revelaram algumas trajetórias genuinamente hiperbólicas (ou seja, não-periódicas), mas não mais do que poderia ser explicado pelas perturbações de Júpiter. Os cometas do espaço interestelar estão se movendo com velocidades da mesma ordem que as velocidades relativas das estrelas próximas ao Sol (algumas dezenas de km por segundo). Quando tais objetos entram no Sistema Solar, eles têm uma energia orbital específica positiva, resultando em uma velocidade positiva no infinito ({\displaystyle v_{\infty }\!}) E são notavelmente trajetórias hiperbólicas. Um cálculo aproximado mostra que pode haver 4 cometas hiperbólicos por século na órbita de Júpiter, com uma ou duas ordens de magnitude.
| Ano    | 2007 | 2008 | 2009 | 2010 | 2011 | 2012 | 2013 | 2014 | 2015 | 2016 | 2017 | 2018 | 2019 | 2020 |
| ------ | ---- | ---- | ---- | ---- | ---- | ---- | ---- | ---- | ---- | ---- | ---- | ---- | ---- | ---- |
| Número | 12   | 7    | 8    | 4    | 13   | 10   | 16   | 9    | 16   | 5    | 18   | 10   | 15   | 17   |

### Nuvem de Oort e nuvem de Hills

A nuvem de Oort se pensada em cercar o Sistema Solar

Acredita-se que a nuvem de Oort ocupe um vasto espaço entre 2 000 a 5 000 UA (0,03 a 0,08 anos-luz) até 50 000 UA (0,79 anos-luz) do Sol. Essa nuvem envolve os corpos celestes que começa no meio de nosso Sistema Solar, o Sol, até os limites externos do Cinturão de Kuiper. A nuvem de Oort consiste em materiais viáveis necessários para a criação de corpos celestes. Os planetas que temos hoje existem apenas por causa dos planetesimais (pedaços de espaço restante que ajudaram na criação dos planetas) que foram condensados e formados pela gravidade do Sol. O excêntrico feito a partir desses planetesimais presos é a razão pela qual a Nuvem de Oort ainda existe. Algumas estimativas colocam a borda externa entre 100 000 a 200 000 UA (1,58 a 3,16 anos-luz). A região pode ser subdividida em uma nuvem externa esférica de Oort de 20 000 a 50 000 UA (0,32 a 0,79 anos-luz) e uma nuvem interna em forma de rosca, a nuvem de Hills, de 2 000 a 20 000 UA (0,03 a 0,32 anos-luz). A nuvem externa está apenas fracamente ligada ao Sol e fornece os cometas de longo período (e possivelmente do tipo Halley) que caem dentro da órbita de Netuno. A nuvem interna de Oort também é conhecida como nuvem de Hills, em homenagem a Jack G. Hills, que propôs sua existência em 1981. Os modelos preveem que a nuvem interna deve ter dezenas ou centenas de vezes mais núcleo cometário do que o halo externo; é visto como uma possível fonte de novos cometas que reabastecem a nuvem externa relativamente tênue, à medida que o número desta última se esgota gradualmente. A nuvem de Hills explica a existência continuada da nuvem Oort depois de bilhões de anos.

### Exocometas
Exocometas além do Sistema Solar também foram detectados e podem ser comuns na Via Láctea. O primeiro sistema com exocometa detectado foi em torno de Beta Pictoris, uma estrela muito jovem de classe A da sequência principal, em 1987. Um total de 11 desses sistemas com exocometas foram identificados em 2013, usando o espectro de absorção causado pelas grandes nuvens de gás emitidas pelos cometas ao passar perto de sua estrela. Por 10 anos, o telescópio espacial Kepler foi responsável pela busca de planetas e outras formas fora do Sistema Solar. Os primeiros exocometas em trânsito foram encontrados em fevereiro de 2018 por um grupo formado por astrônomos profissionais e cientistas cidadãos em curvas de luz registradas pelo Telescópio Espacial Kepler. Após a aposentadoria do Telescópio Espacial Kepler em outubro de 2018, um novo telescópio chamado Telescópio TESS assumiu a missão do Kepler. Desde o lançamento do TESS, os astrônomos descobriram os trânsitos de cometas ao redor da estrela Beta Pictoris usando uma curva de luz do TESS. Desde que o TESS assumiu, os astrônomos têm sido capazes de distinguir melhor os exocometas com o método espectroscópico. Novos planetas são detectados pelo método da curva de luz branca, que é visto como uma queda simétrica nas leituras do gráfico quando um planeta ofusca sua estrela-mãe. No entanto, após uma avaliação mais aprofundada dessas curvas de luz, foi descoberto que os padrões assimétricos das depressões apresentadas são causados pela cauda de um cometa ou de centenas de cometas.

## Efeitos de cometas

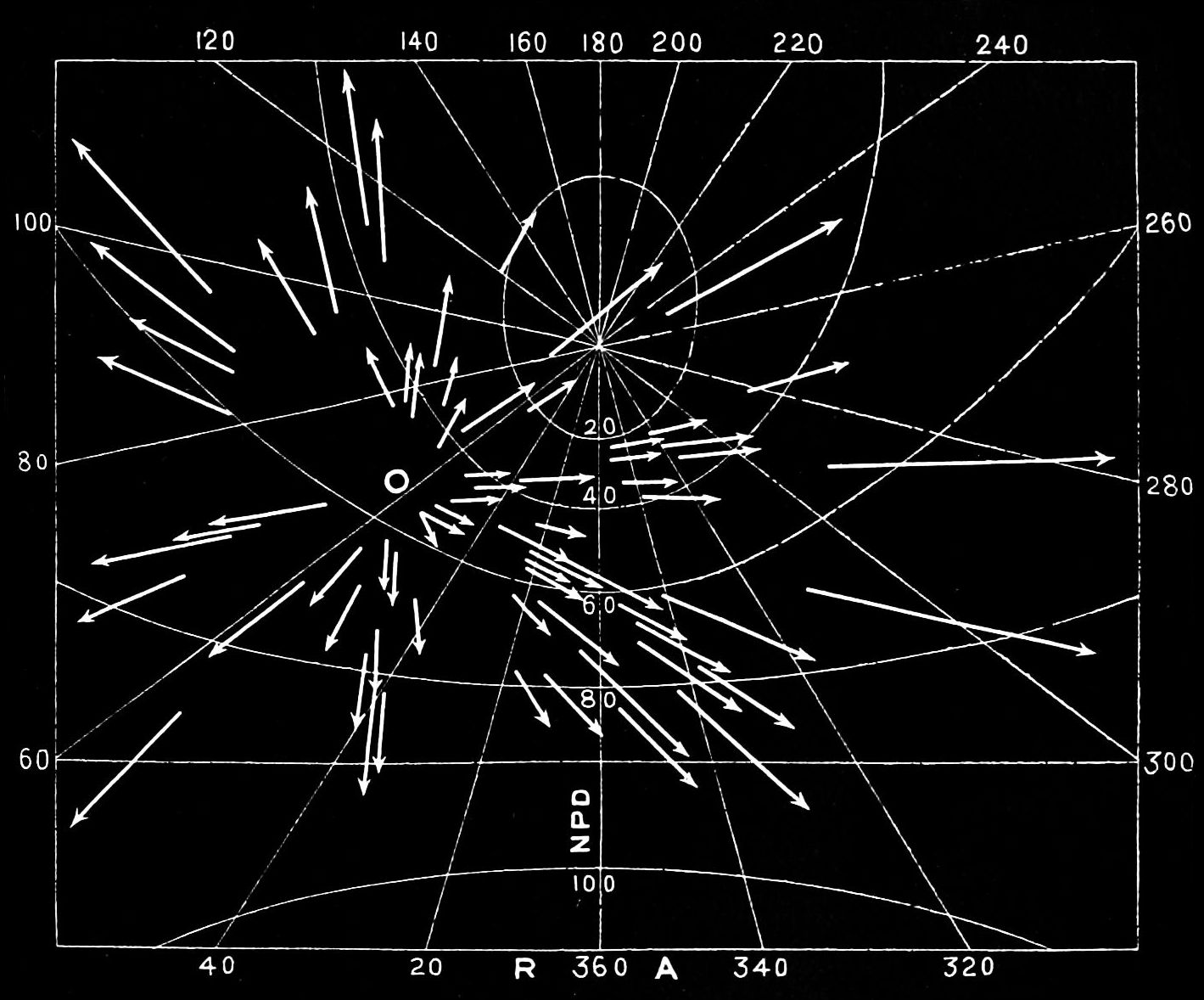
Diagrama de meteoros Perseidas

### Conexão com chuvas de meteoros
Conforme um cometa é aquecido durante passagens próximas ao Sol, a desgaseificação de gases de seus componentes gelados também libera detritos sólidos grandes demais para serem varridos pela pressão de radiação e pelo vento solar. Se a órbita da Terra o enviar por essa trilha de destroços, que é composta principalmente de grãos finos de material rochoso, é provável que haja uma chuva de meteoros quando a Terra passar. Trilhas mais densas de detritos produzem chuvas de meteoros rápidas, mas intensas, e trilhas menos densas criam chuvas mais longas, porém menos intensas. Normalmente, a densidade da trilha de destroços está relacionada a quanto tempo atrás o cometa original liberou o material. A chuva de meteoros Perseidas, por exemplo, ocorre todos os anos entre 9 e 13 de agosto, quando a Terra passa pela órbita do cometa Swift-Tuttle. O cometa Halley é a fonte da chuva Oriónida em outubro.

### Cometas e impacto na vida
Muitos cometas e asteroides colidiram com a Terra em seus estágios iniciais. Muitos cientistas pensam que os cometas que bombardearam a jovem Terra cerca de 4 bilhões de anos atrás trouxeram grandes quantidades de água que agora enchem os oceanos da Terra, ou pelo menos uma parte significativa dela. Outros lançaram dúvidas sobre esta ideia. A detecção de moléculas orgânicas, incluindo hidrocarbonetos aromáticos policíclicos, em quantidades significativas em cometas levou à especulação de que cometas ou meteoritos podem ter trazido os precursores da vida — ou mesmo a própria vida — para a Terra. Em 2013, foi sugerido que impactos entre superfícies rochosas e geladas, como cometas, tinham o potencial de criar os aminoácidos que compõem as proteínas por meio da síntese de choque. A velocidade com que os cometas entraram na atmosfera, combinada com a magnitude da energia criada após o contato inicial, permitiu que moléculas menores se condensassem em macromoléculas maiores que serviam como base para a vida. Em 2015, os cientistas encontraram quantidades significativas de oxigênio molecular nos gases do cometa 67P/Churyumov-Gerasimenko, sugerindo que a molécula pode ocorrer com mais frequência do que se pensava e, portanto, menos um indicador de vida como se supunha.
Suspeita-se que os impactos de cometas, ao longo de longas escalas de tempo, também entregaram quantidades significativas de água à Lua da Terra, algumas das quais podem ter sobrevivido como gelo lunar. Impactos de cometas e meteoroides também são considerados responsáveis pela existência de tectitos e australitos.

### Medo de cometas
O medo dos cometas como atos de Deus e sinais de destruição iminente foi maior na Europa de 1200 a 1650. No ano seguinte ao Grande Cometa de 1618, por exemplo, Gotthard Arthusius publicou um panfleto afirmando que era um sinal de que o Dia do Juízo estava próximo. Ele listou dez páginas de desastres relacionados com cometas, incluindo "terremotos, inundações, mudanças nos cursos dos rios, tempestades de granizo, clima quente e seco, colheitas ruins, epidemias, guerra e traição e preços altos".
Por volta de 1700, a maioria dos estudiosos concluiu que tais eventos ocorreram quer um cometa tenha sido visto ou não. Usando os registros de avistamentos de cometas de Edmond Halley, no entanto, William Whiston em 1711 escreveu que o Grande Cometa de 1680 tinha uma periodicidade de 574 anos e foi responsável pelo dilúvio mundial no Livro do Gênesis, derramando água na Terra. Seu anúncio reviveu por mais um século de medo dos cometas, agora como ameaças diretas ao mundo em vez de sinais de desastres. A análise espectroscópica em 1910 encontrou o gás tóxico cianogênio na cauda do cometa Halley, causando a compra em pânico de máscaras de gás e "pílulas anti-cometa" e "guarda-chuva anti-cometa" pelo público.

## Destino dos cometas

### Partida (ejeção) do Sistema Solar
Se um cometa estiver viajando rápido o suficiente, ele pode deixar o Sistema Solar. Esses cometas seguem o caminho aberto de uma hipérbole e, como tal, são chamados de cometas hiperbólicos. Os cometas solares são ejetados apenas pela interação com outro objeto no Sistema Solar, como Júpiter. Um exemplo disso é o cometa C/1980 E1, que foi deslocado de uma órbita de 7,1 milhões de anos ao redor do Sol para uma trajetória hiperbólica, após uma passagem próxima pelo planeta Júpiter em 1980. Cometas interestelares como 1I/ʻOumuamua e 2I/Borisov nunca orbitaram o Sol e, portanto, não requerem uma interação de terceiro corpo para serem ejetados do Sistema Solar.

### Voláteis exauridos
Os cometas da família de Júpiter (JFC) e os cometas de longo período parecem seguir leis de desvanecimento muito diferentes. Os JFC estão ativos durante uma vida de cerca de 10 000 anos ou cerca de ~1 000 órbitas, enquanto os cometas de longo período desaparecem muito mais rápido. Apenas 10% dos cometas de longo período sobrevivem a mais de 50 passagens até o pequeno periélio e apenas 1% deles sobrevive a mais de 2 000 passagens. Eventualmente, a maior parte do material volátil contido no núcleo do cometa evapora, e o cometa se torna um pequeno pedaço escuro e inerte de rocha ou entulho que pode se assemelhar a um asteroide. Alguns asteroides em órbitas elípticas são agora identificados como cometas extintos. Acredita-se que cerca de 6% dos asteroides próximos à Terra sejam núcleos de cometas extintos.

### Separação e colisões
O núcleo de alguns cometas pode ser frágil, uma conclusão apoiada pela observação de cometas se separando. Uma perturbação cometária significativa foi a do Cometa Shoemaker-Levy 9, que foi descoberto em 1993. Um encontro próximo em julho de 1992 o quebrou em pedaços, e durante um período de 6 dias em julho de 1994, esses pedaços caíram na atmosfera de Júpiter, a primeira vez que astrônomos observaram uma colisão entre dois objetos no Sistema Solar. Outros cometas que se dividem incluem 3D/Biela em 1846 e 73P/Schwassmann-Wachmann de 1995 a 2006. O historiador grego Éforo de Cime relatou que um cometa se dividiu já no inverno de 372-373 a.C. Suspeita-se que os cometas se dividam devido ao estresse térmico, pressão interna do gás ou impacto.
Os cometas 42P/Neujmin e 53P/Van Biesbroeck parecem ser fragmentos de um mesmo cometa. As integrações numéricas mostraram que ambos os cometas se aproximaram bastante de Júpiter em janeiro de 1850 e que, antes de 1850, as duas órbitas eram quase idênticas.
Foi observado que alguns cometas se separaram durante a passagem do periélio, incluindo os grandes cometas West e Ikeya-Seki. O cometa 3D/Biela foi um exemplo significativo quando se partiu em dois pedaços durante a passagem pelo periélio em 1846. Esses dois cometas foram vistos separadamente em 1852, mas nunca mais depois. Em vez disso, chuva de meteoros espetaculares foram vistas em 1872 e 1885, quando o cometa deveria estar visível. Uma pequena chuva de meteoros, os Andromedídeos, ocorre anualmente em novembro, e é causada quando a Terra cruza a órbita do cometa 3D/Biela.
Alguns cometas encontram um fim mais espetacular, caindo no Sol ou colidindo com um planeta ou outro corpo. Colisões entre cometas e planetas ou luas eram comuns no início do Sistema Solar: algumas das muitas crateras da Lua, por exemplo, podem ter sido causadas por cometas. Uma recente colisão de um cometa com um planeta ocorreu em julho de 1994, quando o Cometa Shoemaker-Levy 9 se partiu em pedaços e colidiu com Júpiter.

## Nomenclatura

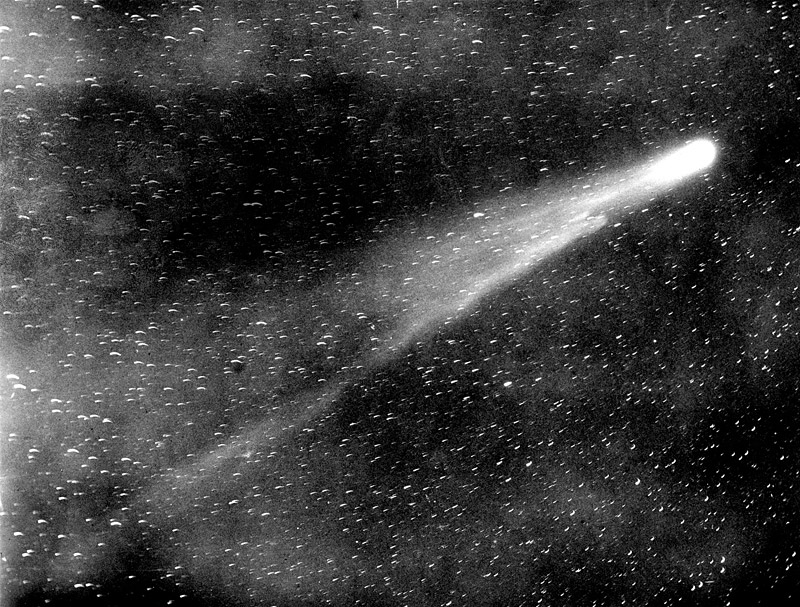
Cometa Halley em 1910

Os nomes dados aos cometas seguiram várias convenções diferentes nos últimos dois séculos. Antes do início do século XX, a maioria dos cometas era simplesmente referida pelo ano em que apareceram, às vezes com adjetivos adicionais para cometas particularmente brilhantes; assim, o "Grande Cometa de 1680", o "Grande Cometa de 1882" e o "Grande Cometa de Janeiro de 1910". Depois que Edmond Halley demonstrou que os cometas de 1531, 1607 e 1682 eram o mesmo corpo e previu com sucesso seu retorno em 1759 calculando sua órbita, esse cometa ficou conhecido como o cometa Halley. Da mesma forma, o segundo e o terceiro cometas periódicos conhecidos, o cometa Encke e o cometa Biela, foram nomeados em homenagem aos astrônomos que calcularam suas órbitas ao invés de seus descobridores originais. Mais tarde, os cometas periódicos geralmente recebiam o nome de seus descobridores, mas os cometas que apareceram apenas uma vez continuaram a ser referidos pelo ano em que surgiram.
No início do século XX, a convenção de nomear cometas após seus descobridores tornou-se comum, e isso permanece até hoje. Um cometa pode receber o nome de seus descobridores ou de um instrumento ou programa que ajudou a encontrá-lo. Por exemplo, em 2019, o astrônomo Gennadiy V. Borisov observou um cometa que parecia ter se originado fora do Sistema Solar; o cometa foi nomeado C/2019 Q4 (Borisov) em sua homenagem.

## História de estudo

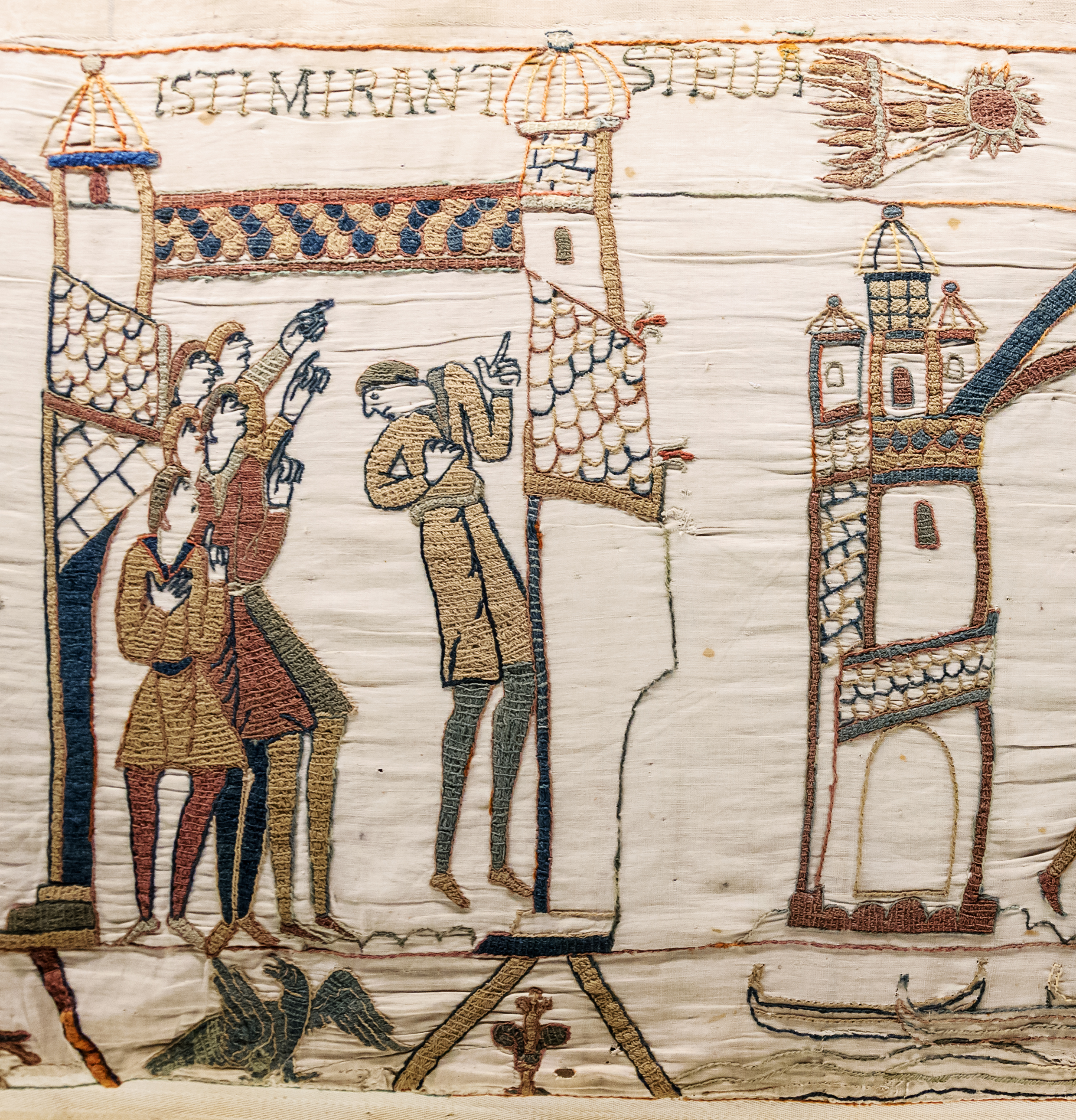
O cometa Halley apareceu em 1066, antes da Batalha de Hastings, e é retratado na Tapeçaria de Bayeux

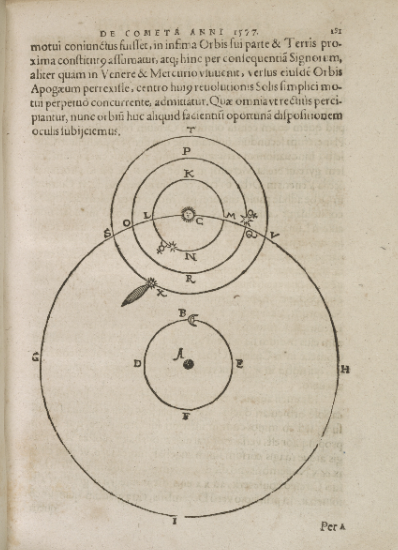
Página de um tratado de Tycho Brahe que descreve sua visão geocêntrica do Grande Cometa de 1577

### Primeiras observações e pensamentos
De fontes antigas, como ossos de oráculos chineses, sabe-se que os cometas são notados pelos humanos há milênios. Até o século XVI, os cometas eram geralmente considerados maus presságios de morte de reis ou homens nobres, ou de catástrofes vindouras, ou mesmo interpretados como ataques de seres celestiais contra habitantes terrestres.
Aristóteles (384-322 a.C.) foi o primeiro cientista conhecido a utilizar várias teorias e fatos observacionais para empregar uma teoria cosmológica de cometas consistente e estruturada. Ele acreditava que os cometas eram fenômenos atmosféricos, devido ao fato de que eles podiam aparecer fora do zodíaco e variar em brilho ao longo de alguns dias. A teoria cometária de Aristóteles surgiu de suas observações e da teoria cosmológica de que tudo no cosmos está organizado em uma configuração distinta. Parte dessa configuração era uma separação clara entre o celeste e o terrestre, acreditando-se que os cometas estivessem estritamente associados a terrestre. De acordo com Aristóteles, os cometas devem estar dentro da esfera da lua e claramente separados do céu. Também no século IV a.C., Apolônio de Mindo apoiou a ideia de que os cometas se moviam como os planetas. A teoria aristotélica sobre cometas continuou a ser amplamente aceita ao longo da Idade Média, apesar de várias descobertas de vários indivíduos desafiando seus aspectos.
No século I d.C., Séneca, questionou a lógica de Aristóteles a respeito dos cometas. Por causa de seu movimento regular e impermeabilidade ao vento, eles não podem ser atmosféricos, e são mais permanentes do que o sugerido por seus breves flashes no céu. Ele ressaltou que apenas as caudas são transparentes e, portanto, semelhantes a nuvens, e argumentou que não há razão para confinar suas órbitas ao zodíaco. Ao criticar Apolônio, Sêneca argumenta: "Um cometa corta as regiões superiores do universo e finalmente se torna visível quando atinge o ponto mais baixo de sua órbita". Embora Sêneca não tenha sido o autor de uma teoria substancial própria, seus argumentos geraram muitos debates entre os críticos de Aristóteles nos séculos XVI e XVII.
Também no século I d.C., Plínio, o Velho, acreditava que os cometas estavam relacionados com agitação política e morte. Plínio observou os cometas como "semelhantes aos humanos", muitas vezes descrevendo suas caudas com "cabelo comprido" ou "barba comprida". Seu sistema de classificação de cometas de acordo com sua cor e forma foi usado durante séculos.
Na Índia, no século VI, os astrônomos acreditavam que os cometas eram corpos celestes que reapareciam periodicamente. Esta foi a opinião expressa no século VI pelos astrônomos Varahamihira e Bhadrabahu III, e o astrônomo do século X, Bhaṭṭotpala listou os nomes e períodos estimados de certos cometas, mas não se sabe como esses números foram calculados ou quão precisos eram.
Na Tapeçaria de Bayeux do século XI, o Cometa Halley é retratado prenunciando a morte de Harold II e o triunfo dos normandos na Batalha de Hastings.
De acordo com a mitologia nórdica, os cometas eram na verdade uma parte do crânio do gigante Ímer. De acordo com a história, Odin e seus irmãos mataram Ímer e começaram a construir o mundo (Terra) de seu cadáver. Eles moldaram os oceanos de seu sangue, o solo de sua pele e músculos, a vegetação de seu cabelo, as nuvens de seu cérebro e o céu de seu crânio. Quatro anões, correspondendo aos quatro pontos cardeais, seguraram o crânio de Ímer no alto, acima da terra. Seguindo essa história, cometas no céu, como acreditavam os nórdicos, eram lascas do crânio de Ímer caindo do céu e depois se desintegrando.
Em 1301, o pintor italiano Giotto di Bondone foi a primeira pessoa a retratar com precisão e anatomicamente um cometa. Em sua obra Adoration of the Magi, a representação de Giotto do cometa Halley no lugar da Estrela de Belém teria uma precisão incomparável até o século XIX e seria superada apenas com a invenção da fotografia.
As interpretações astrológicas dos cometas começaram a ter precedência clara no século XV, apesar da presença da astronomia científica moderna começando a criar raízes. Os cometas continuaram a advertir sobre desastres, como visto nas crônicas de Luzerner Schilling e nas advertências do Papa Calisto III. Em 1578, o bispo luterano alemão Andreas Celichius definiu os cometas como "a fumaça densa dos pecados humanos... acesa pela raiva ardente do Supremo Juiz Celestial". No ano seguinte, Andreas Dudith afirmou que "Se os cometas fossem causados pelos pecados dos mortais, eles nunca estariam ausentes do céu".

### Método cientifico
Tentativas grosseiras de uma medição paralaxe do cometa Halley foram feitas em 1456, mas foram erradas. Regiomontanus foi o primeiro a tentar calcular a paralaxe diurna observando o Grande Cometa de 1472. Suas previsões não eram muito precisas, mas foram conduzidas na esperança de estimar a distância de um cometa da Terra.
No século XVI, Tycho Brahe e Michael Maestlin demonstraram que os cometas devem existir fora da atmosfera da Terra medindo a paralaxe do Grande Cometa de 1577. Dentro da precisão das medições, isso implicava que o cometa deve estar pelo menos quatro vezes mais distante do que da Terra à Lua. Com base em observações em 1664, Giovanni Alfonso Borelli registrou as longitudes e latitudes dos cometas que observou e sugeriu que as órbitas cometárias podem ser parabólicas. Galileo Galilei, um dos astrônomos mais renomados até hoje, até tentou escrever sobre cometas no Il Saggiatore. Ele rejeitou as teorias de Brahe sobre a paralaxe dos cometas e afirmou que eles podem ser uma mera ilusão de ótica. Intrigado como os primeiros cientistas estavam sobre a natureza dos cometas, Galileu não pôde deixar de lançar suas próprias teorias, apesar de pouca observação pessoal. O aluno de Maestlin, Johannes Kepler, respondeu a essas críticas injustas em sua obra Hyperaspistes. Jakob Bernoulli publicou outra tentativa de explicar os cometas (Conamen Novi Systematis Cometarum) em 1682.
Também ocorrendo no início do período moderno foi o estudo dos cometas e seu significado astrológico nas disciplinas médicas. Muitos curandeiros dessa época consideravam a medicina e a astronomia interdisciplinares e empregavam seus conhecimentos sobre cometas e outros signos astrológicos para diagnosticar e tratar pacientes.
Isaac Newton, na obra Princípios Matemáticos da Filosofia Natural de 1687, provou que um objeto que se move sob a influência da gravidade por uma lei do inverso do quadrado deve traçar uma órbita em forma de uma das seções cônicas e demonstrou como ajustar a trajetória de um cometa no céu a uma órbita parabólica, usando o Grande Cometa de 1680 como exemplo. Ele descreve os cometas como corpos sólidos compactos e duráveis que se movem em órbita oblíqua e suas caudas como finos fluxos de vapor emitidos por seus núcleos, inflamados ou aquecidos pelo Sol. Ele suspeitava que os cometas eram a origem do componente de sustentação da vida do ar. Ele também apontou que os cometas geralmente aparecem perto do Sol e, portanto, muito provavelmente o orbitam. Sobre sua luminosidade, ele afirmou, "Os cometas brilham pela luz do Sol, que eles refletem", com suas caudas iluminadas pela "luz do Sol refletida por uma fumaça que surge [do coma]".

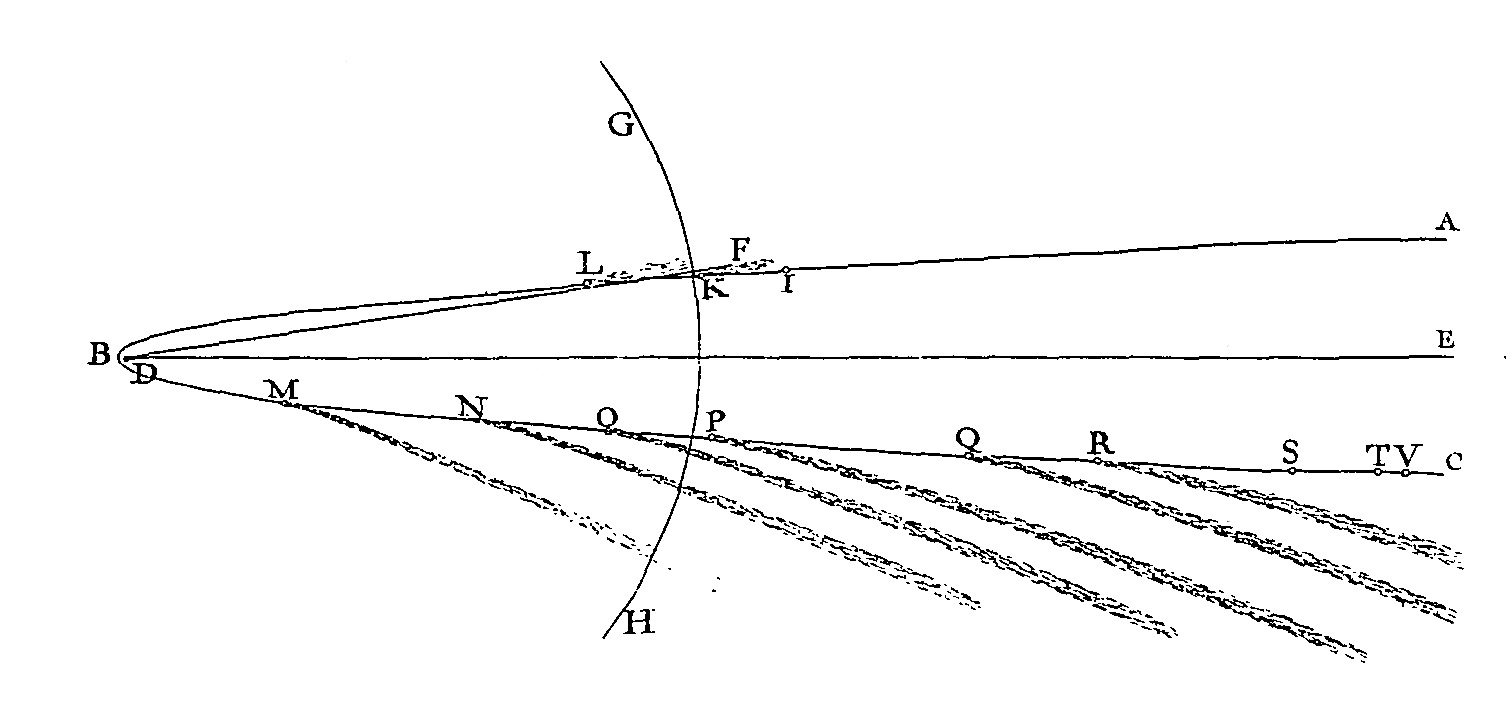
A órbita do Grande Cometa de 1680, encaixada em uma parábola, conforme mostrado nos Princípios Matemáticos da Filosofia Natural

Em 1705, Edmond Halley aplicou o método de Newton a 23 aparições cometárias que ocorreram entre 1337 e 1698. Ele notou que três deles, os cometas de 1531, 1607 e 1682, tinham elementos orbitais muito semelhantes, e ele foi ainda capaz de explicar as pequenas diferenças em suas órbitas em termos de perturbação gravitacional causada por Júpiter e Saturno. Confiante de que essas três aparições foram três aparições do mesmo cometa, ele previu que ele apareceria novamente em 1758-1759. A data prevista de retorno do Halley foi posteriormente refinado por uma equipe de três matemáticos franceses: Alexis Claude de Clairaut, Jérôme Lalande e Nicole-Reine Lepaute, que previu a data do periélio do cometa em 1759 com a precisão de um mês. Quando o cometa retornou conforme previsto, ele se tornou conhecido como Cometa Halley.

De seu enorme vapor, talvez para sacudir
Revivendo a umidade nas numerosas orbes,
Thro' que sua longa elipse enrola; possivelmente
Para emprestar novo combustível aos sóis decadentes,
Para iluminar mundos e alimentar o fogo etéreo.

James Thomson The Seasons (1730; 1748)
Já no século XVIII, alguns cientistas haviam feito hipóteses corretas sobre a composição física dos cometas. Em 1755, Immanuel Kant formulou a hipótese em sua Universal Natural History and Theory of the Heavens que os cometas foram condensados da "matéria primitiva" além dos planetas conhecidos, que é "fracamente movida" pela gravidade, então orbita em inclinações arbitrárias e são parcialmente vaporizados pelo calor do Sol enquanto eles próximo ao periélio. Em 1836, o matemático alemão Friedrich Wilhelm Bessel, após observar fluxos de vapor durante o aparecimento do Cometa Halley em 1835, propôs que as forças do jato do material em evaporação poderiam ser grandes o suficiente para alterar significativamente a órbita de um cometa, e ele argumentou que o não os movimentos gravitacionais do Cometa Encke resultaram desse fenômeno.
No século XIX, o Observatório Astronômico de Pádua foi um epicentro no estudo observacional de cometas. Liderado por Giovanni Sante Gaspero Santini e seguido por Giuseppe Lorenzoni, este observatório foi dedicado à astronomia clássica, principalmente para o cálculo da órbita de novos cometas e planetas, com o objetivo de compilar um catálogo de quase 10 000 estrelas. Situado na parte norte da Itália, as observações deste observatório foram fundamentais no estabelecimento de cálculos geodésicos, geográficos e astronômicos importantes, como a diferença de longitude entre Milão e Pádua, bem como entre Pádua e Fiume. Além dessas observações geográficas, correspondência dentro do observatório, particularmente entre Santini e outro astrônomo Giuseppe Toaldo, sobre a importância das observações cometas e orbitais planetários.
Em 1950, Fred Whipple propôs que, em vez de serem objetos rochosos contendo algum gelo, os cometas eram objetos congelados contendo um pouco de poeira e rocha. Este modelo de "bola de neve suja" logo foi aceito e parecia ser apoiado pelas observações de uma armada de sondas espaciais (incluindo a sonda Giotto da Agência Espacial Europeia (ESA) e as Vega 1 e Vega 2 da União Soviética) que voaram pelo coma do Cometa Halley em 1986, fotografou o núcleo e observou jatos de material em evaporação.
Em 22 de janeiro de 2014, os cientistas da ESA relataram a detecção, pela primeira vez definitiva, de vapor de água no planeta anão Ceres, o maior objeto do cinturão de asteroides. A detecção foi feita usando as habilidades de infravermelho distante do Observatório Espacial Herschel. A descoberta é inesperada porque os cometas, e não asteroides, são normalmente considerados "jatos e plumas". De acordo com um dos cientistas, "as linhas estão ficando cada vez mais difusas entre cometas e asteroides". Em 11 de agosto de 2014, astrônomos divulgaram estudos, usando o Atacama Large Millimeter/Submillimeter Array (ALMA) pela primeira vez, que detalhavam a distribuição de HCN, HNC, H
2CO
 e poeira dentro do coma dos cometas C/2012 F6 (Lemmon) e C/2012 S1 (ISON).

### Missões espaciais
- A Armada Halley descreve a coleção de missões de sondas espaciais que visitaram e/ou fizeram observações do periélio do Cometa Halley na década de 1980. O ônibus espacial Challenger pretendia fazer um estudo do Cometa Halley em 1986, mas explodiu logo após ser lançado.
- Deep Impact. O debate continua sobre a quantidade de gelo existente em um cometa. Em 2001, a sonda espacial Deep Space 1 obteve imagens de alta resolução da superfície do Cometa Borrelly. Verificou-se que a superfície do Cometa Borrelly é quente e seca, com uma temperatura entre 26 a 71 °C, e extremamente escura, sugerindo que o gelo foi removido por aquecimento solar e maturação, ou está oculto pelo material semelhante a fuligem que cobre o Borrelly.[201] Em julho de 2005, a sonda Deep Impact explodiu uma cratera no Cometa Tempel 1 para estudar seu interior. A missão produziu resultados que sugerem que a maior parte do gelo de água de um cometa está abaixo da superfície e que esses reservatórios alimentam os jatos de água vaporizada que formam a coma do Tempel 1.[202] Renomeado como EPOXI, ele sobrevoou o Cometa Hartley 2 em 4 de novembro de 2010.
- Ulysses. Em 2007, a sonda Ulysses passou inesperadamente pela cauda do cometa C/2006 P1 (McNaught) que foi descoberto em 2006. O Ulysses foi lançado em 1990 e a missão pretendida era que o Ulysses orbitasse ao redor do Sol para um estudo mais aprofundado em todas as latitudes.
- Stardust. Dados da missão Stardust mostram que os materiais recuperados da cauda do cometa Wild 2 eram cristalinos e só poderiam ter "nascido no fogo", em temperaturas extremamente altas de mais de 1 000 °C.[203][204] Embora os cometas tenham se formado na parte externa do Sistema Solar, acredita-se que a mistura radial de material durante a formação inicial do Sistema Solar tenha redistribuído o material por todo o disco protoplanetário.[205] Como resultado, os cometas também contêm grãos cristalinos que se formaram no início do Sistema Solar interior quente. Isso é visto em espectros de cometas, bem como em missões de retorno de amostra. Mais recente ainda, os materiais recuperados demonstram que a "poeira do cometa se assemelha a materiais de asteroides".[206] Esses novos resultados forçaram os cientistas a repensar a natureza dos cometas e sua distinção dos asteroides.[207]
- Rosetta. A sonda Rosetta orbitou o cometa 67P/Churyumov-Gerasimenko. Em 12 de novembro de 2014, seu módulo de pouso Philae pousou com sucesso na superfície do cometa, a primeira vez que uma sonda espacial pousou em tal objeto na história.[208]

## Classificação

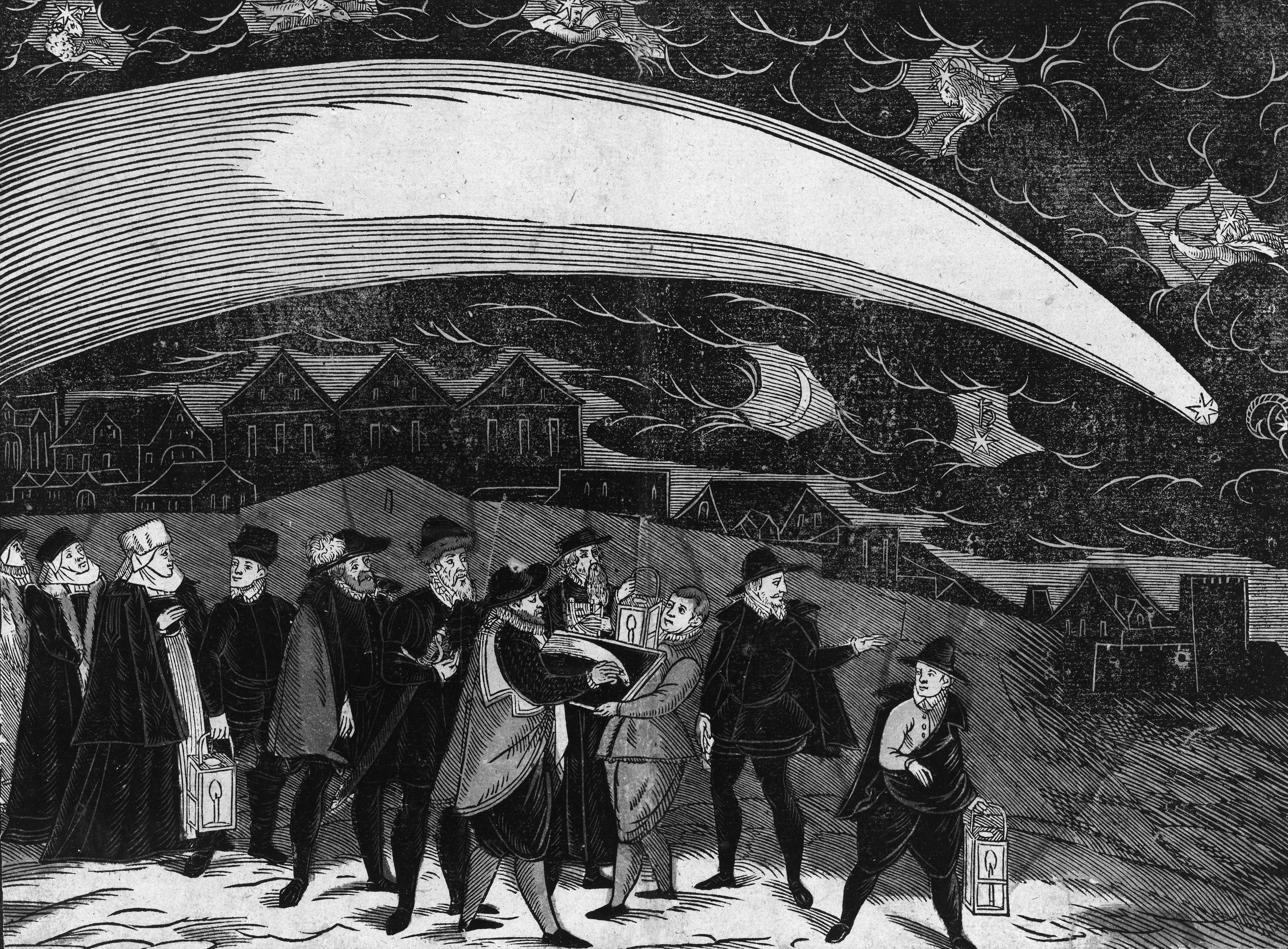
Xilogravura do Grande Cometa de 1577

### Grandes cometas
Aproximadamente uma vez por década, um cometa torna-se brilhante o suficiente para ser notado por um observador casual, levando esses cometas a serem designados como grandes cometas. Prever se um cometa se tornará um grande cometa é notoriamente difícil, pois muitos fatores podem fazer com que o brilho de um cometa se afaste drasticamente das previsões. Em termos gerais, se um cometa tiver um núcleo grande e ativo, passará perto do Sol e não será obscurecido pelo Sol como visto da Terra quando em seu mais brilhante, ele tem a chance de se tornar um grande cometa. No entanto, o Cometa Kohoutek em 1973 atendeu a todos os critérios e esperava-se que se tornasse espetacular, mas não conseguiu. O Cometa West, que apareceu três anos depois, tinha expectativas muito menores, mas se tornou um cometa extremamente impressionante.
O Grande Cometa de 1577 é um exemplo bem conhecido de um grande cometa. Ele passou perto da Terra como um cometa não periódico e foi visto por muitos, incluindo os astrônomos conhecidos Tycho Brahe e Taqi ad-Din. As observações deste cometa levaram a várias descobertas significativas sobre a ciência cometária, especialmente para Brahe.
O final do século XX viu um longo intervalo sem o aparecimento de quaisquer grandes cometas, seguido pela chegada de dois em rápida sucessão, Cometa Hyakutake em 1996, seguido por Hale-Bopp, que atingiu brilho máximo em 1997 tendo sido descoberto dois anos antes. O primeiro grande cometa do século XXI foi C/2006 P1 (McNaught), que se tornou visível para observadores a olho nu em janeiro de 2007. Foi o mais brilhante em mais de 40 anos.

### Cometas rasantes
Um cometa rasante é aquele que passa extremamente próximo ao Sol no periélio, geralmente dentro de alguns milhões de quilômetros. Embora os pequenos cometas rasantes possam ser completamente evaporados durante uma aproximação tão próxima do Sol, os maiores cometas rasantes podem sobreviver a muitas passagens do periélio. No entanto, as fortes forças das marés que experimentam geralmente levam à sua fragmentação.
Cerca de 90% dos cometas rasantes do Sol observados com Solar and Heliospheric Observatory (SOHO) são membros do grupo Kreutz, todos originados de um cometa gigante que se dividiu em muitos cometas menores durante sua primeira passagem pelo Sistema Solar interno. O restante contém alguns cometas rasantes esporádicos, mas 4 outros grupos relacionados de cometas foram identificados entre eles: os grupos Kracht, Kracht 2a, Marsden e Meyer. Os grupos Marsden e Kracht parecem estar relacionados ao Cometa 96P/Machholz, que também é o pai de duas chuvas de meteoros, os Quadrântidas e os Ariétidas.

### Cometas incomuns

Diagrama de Euler mostrando os tipos de corpos no Sistema Solar

Dos milhares de cometas conhecidos, alguns exibem propriedades incomuns. O Cometa Encke (2P/Encke) orbita de fora do cinturão de asteroides para dentro da órbita do planeta Mercúrio, enquanto o cometa 29P/Schwassmann-Wachmann atualmente viaja em uma órbita quase circular inteiramente entre as órbitas de Júpiter e Saturno. 2060 Quíron, cuja órbita instável é entre Saturno e Urano, foi originalmente classificado como um asteroide até que um leve coma foi notado. Da mesma forma, o Cometa Shoemaker-Levy 2 foi originalmente designado como asteroide 1990 UL3.
O maior cometa conhecido é o Cometa Bernardinelli-Bernstein. O objeto foi inicialmente observado em 2014, após o qual cresceu uma cauda. Ele tem um período orbital superior a 3 milhões de anos e fará sua maior aproximação do Sol, cerca da distância solar de Saturno, em 2031.

### Centauros
Centauros normalmente se comportam com características de asteroides e cometas. Centauros podem ser classificados como cometas, como 60558 Equeclo e 166P/NEAT. 166P/NEAT foi descoberto enquanto exibia um coma e, portanto, é classificado como um cometa apesar de sua órbita, e 60558 Equeclo foi descoberto sem coma, mas mais tarde tornou-se ativo, e foi classificado como um cometa e um asteroide (174P/Equeclo). Um plano para a Cassini envolvia enviá-lo a um centauro, mas a NASA decidiu destruí-lo.

## Observação
Um cometa pode ser descoberto fotograficamente usando um telescópio de amplo campo ou visualmente com binóculos. No entanto, mesmo sem acesso a equipamentos ópticos, ainda é possível ao astrônomo amador descobrir online um cometa rasante ao Sol, baixando imagens acumuladas por alguns observatórios de satélites, como o Solar and Heliospheric Observatory (SOHO). O 2 000.º cometa SOHO foi descoberto pelo astrônomo amador polonês Michał Kusiak em 26 de dezembro de 2010 e ambos os descobridores de Hale-Bopp usaram equipamento amador (embora Alan Hale não fosse um amador).

### Perdido
Vários cometas periódicos descobertos em décadas anteriores ou em séculos anteriores são agora cometas perdidos. Suas órbitas nunca foram conhecidas o suficiente para prever aparições futuras ou os cometas se desintegraram. No entanto, ocasionalmente, um "novo" cometa é descoberto e o cálculo de sua órbita mostra que ele é um antigo cometa "perdido". Um exemplo é o Cometa 11P/Tempel-Swift-LINEAR, descoberto em 1869, mas não observável depois de 1908 por causa das perturbações de Júpiter. Não foi encontrado novamente até ser acidentalmente redescoberto pelo Lincoln Near-Earth Asteroid Research (LINEAR) em 2001. Existem pelo menos 18 cometas que se enquadram nesta categoria.

## Na cultura popular
A representação de cometas na cultura popular está firmemente enraizada na longa tradição ocidental de ver os cometas como arautos da desgraça e como presságios de mudanças que alteram o mundo. O Cometa Halley sozinho causou uma série de publicações sensacionalistas de todos os tipos em cada uma de suas reaparições. Foi especialmente observado que o nascimento e a morte de algumas pessoas notáveis coincidiram com aparições separadas do cometa, como os escritores Mark Twain (que corretamente especularam que ele "sairia com o cometa" em 1910) e Eudora Welty, a cuja vida Mary Chapin Carpenter dedicou a canção "Halley Came to Jackson".
No passado, cometas brilhantes costumavam inspirar pânico e histeria na população em geral, sendo considerados maus presságios. Mais recentemente, durante a passagem do Cometa Halley em 1910, a Terra passou pela cauda do cometa, e reportagens de jornais errôneas inspiraram o medo de que o cianogênio na cauda pudesse envenenar milhões, enquanto o aparecimento do cometa Hale-Bopp em 1997 desencadeou o suicídio coletivo do culto Heaven's Gate.
Na ficção científica, o impacto dos cometas foi descrito como uma ameaça superada pela tecnologia e heroísmo (como nos filmes Impacto Profundo e Armageddon de 1998), ou como um gatilho do apocalipse global (Lucifer's Hammer, 1979) ou zumbis (Night of the Comet, 1984). Em Hector Servadac, de Júlio Verne, um grupo de pessoas está preso em um cometa orbitando o Sol, enquanto uma grande expedição espacial tripulada visita o Cometa Halley no romance 2061: Odyssey Three de Arthur C. Clarke.

## Galeria

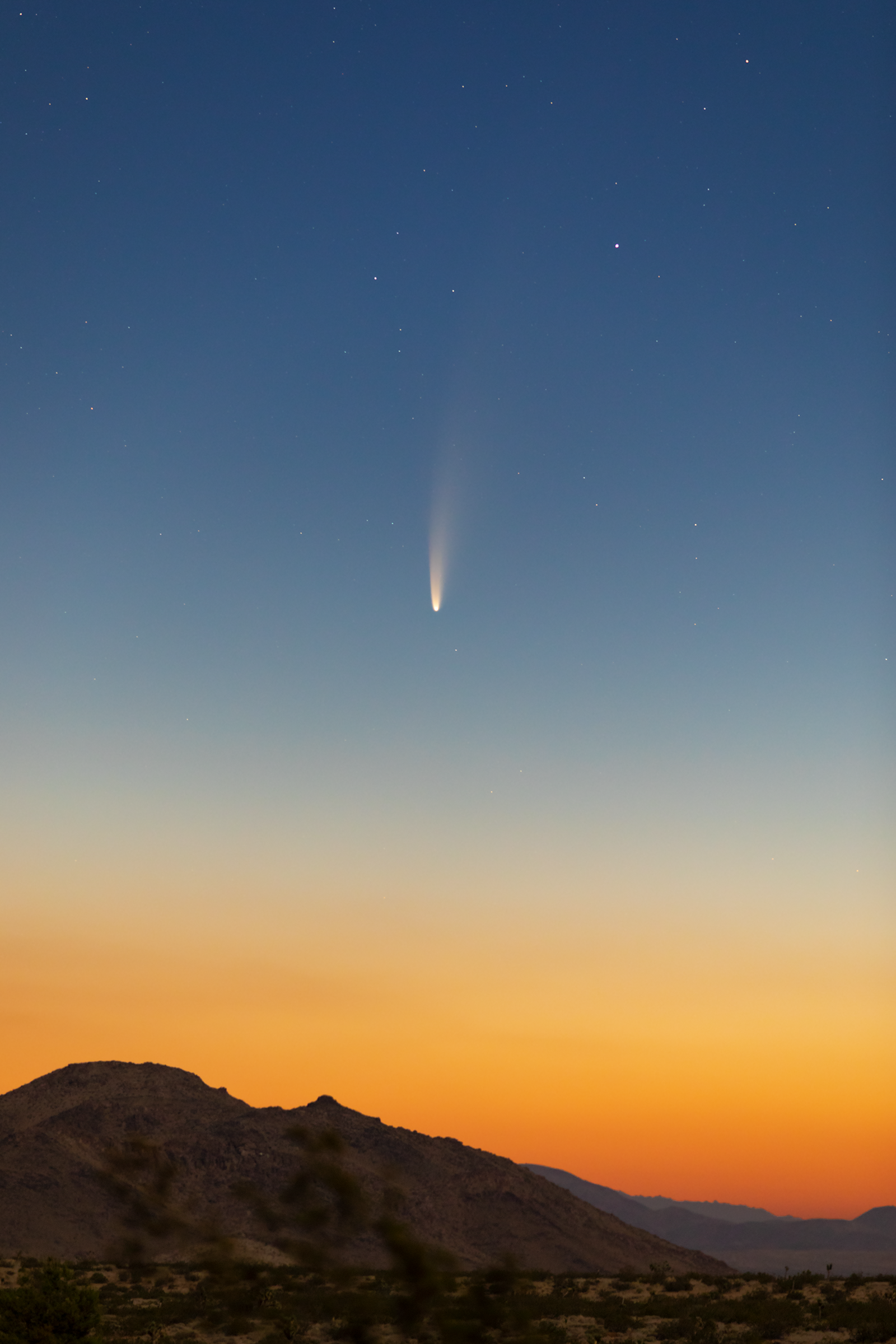
Cometa C/2020 F3 NEOWISE
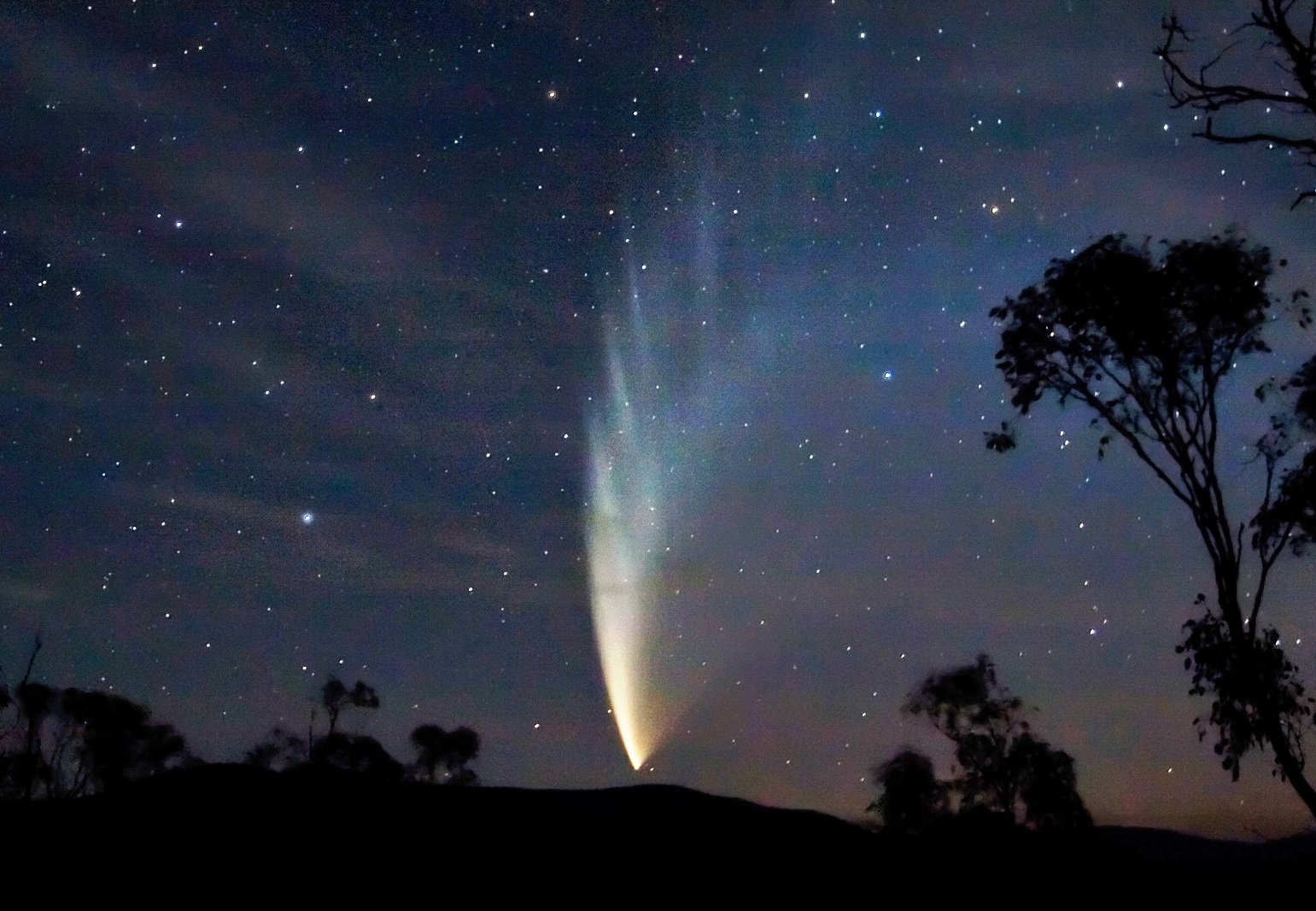
Cometa C/2006 P1 (McNaught) fotografado em Victoria, Austrália, 2007
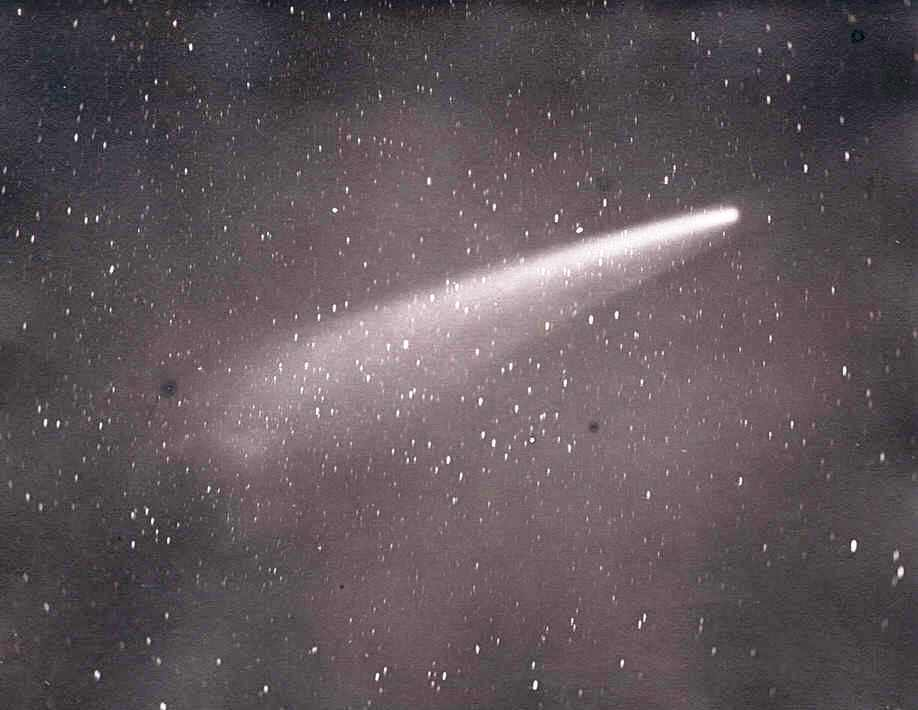
Grande Cometa de 1882 é membro do grupo Kreutz
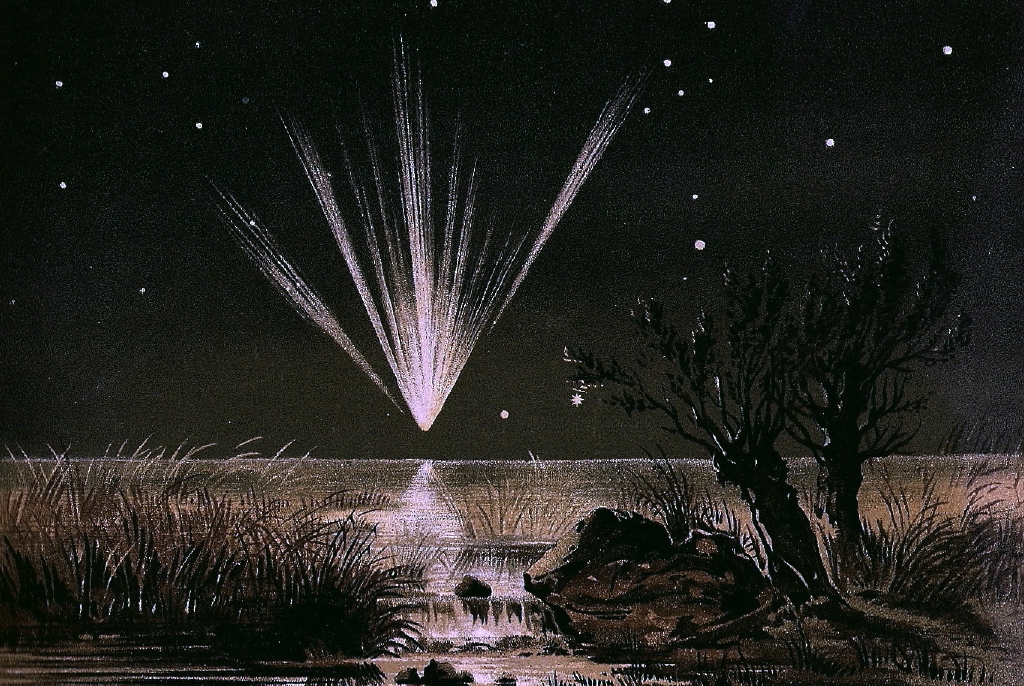
Grande Cometa de 1861
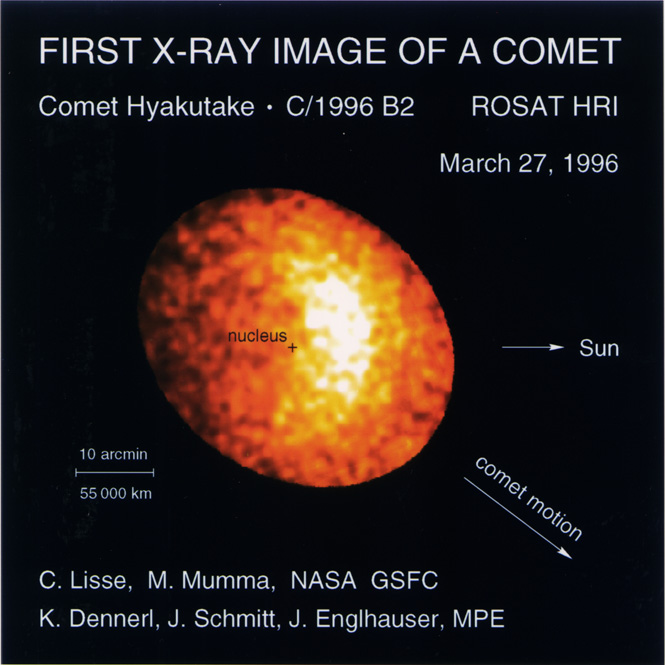
Cometa Hyakutake (satélite ROSAT, raio-X)
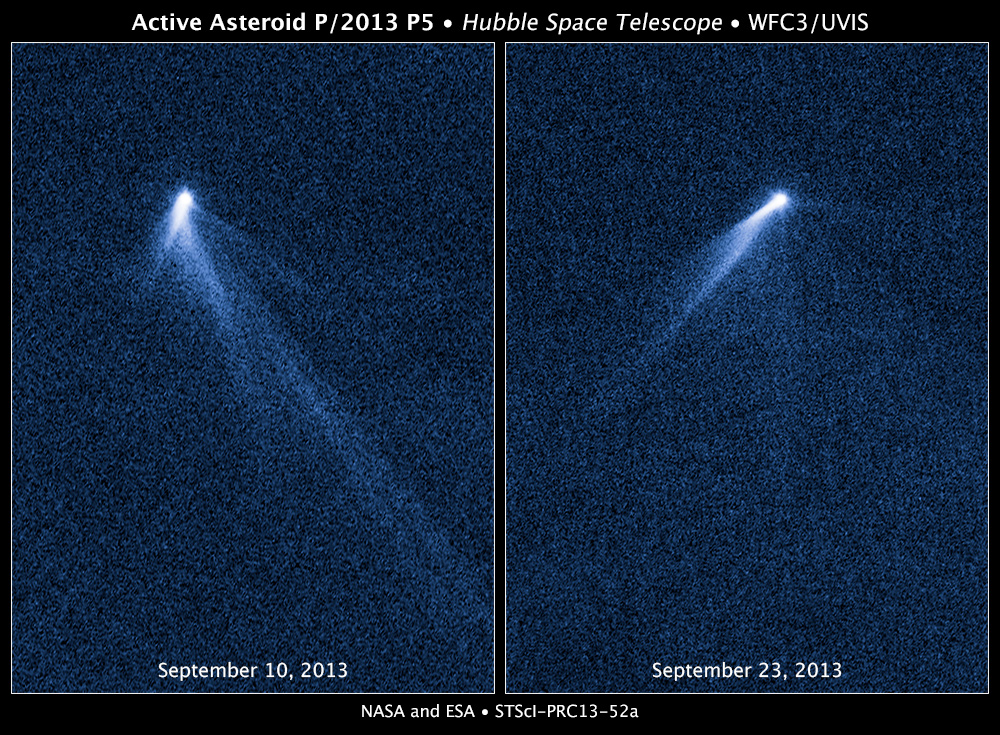
"Asteroide ativo" 311P/PANSTARRS com várias caudas
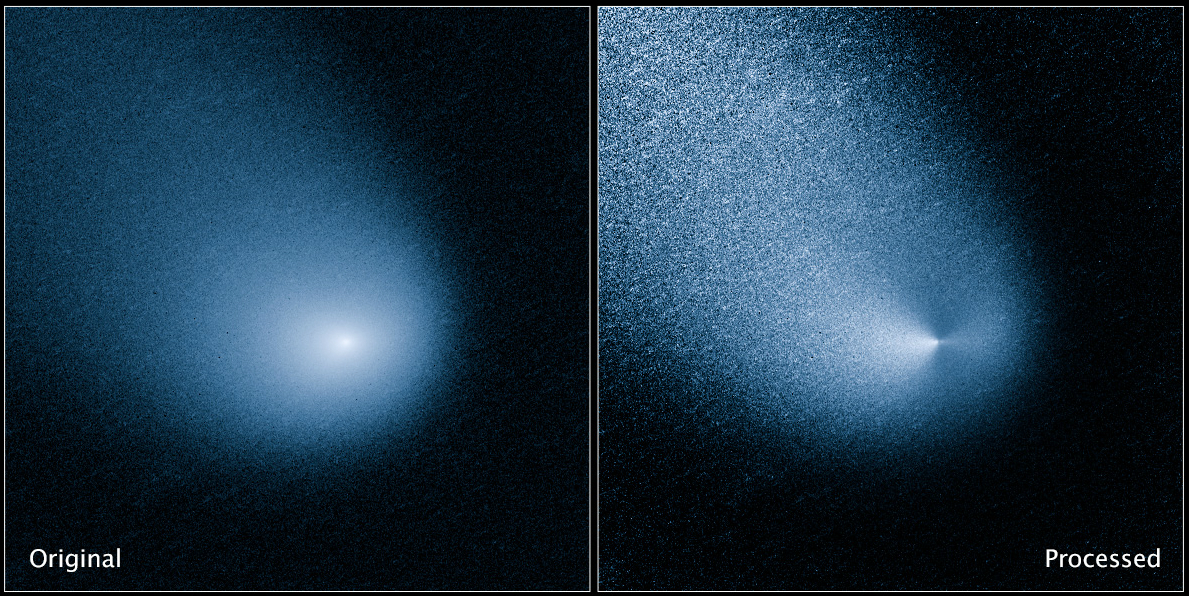
Cometa Siding Spring (Hubble; 11 de março de 2014)
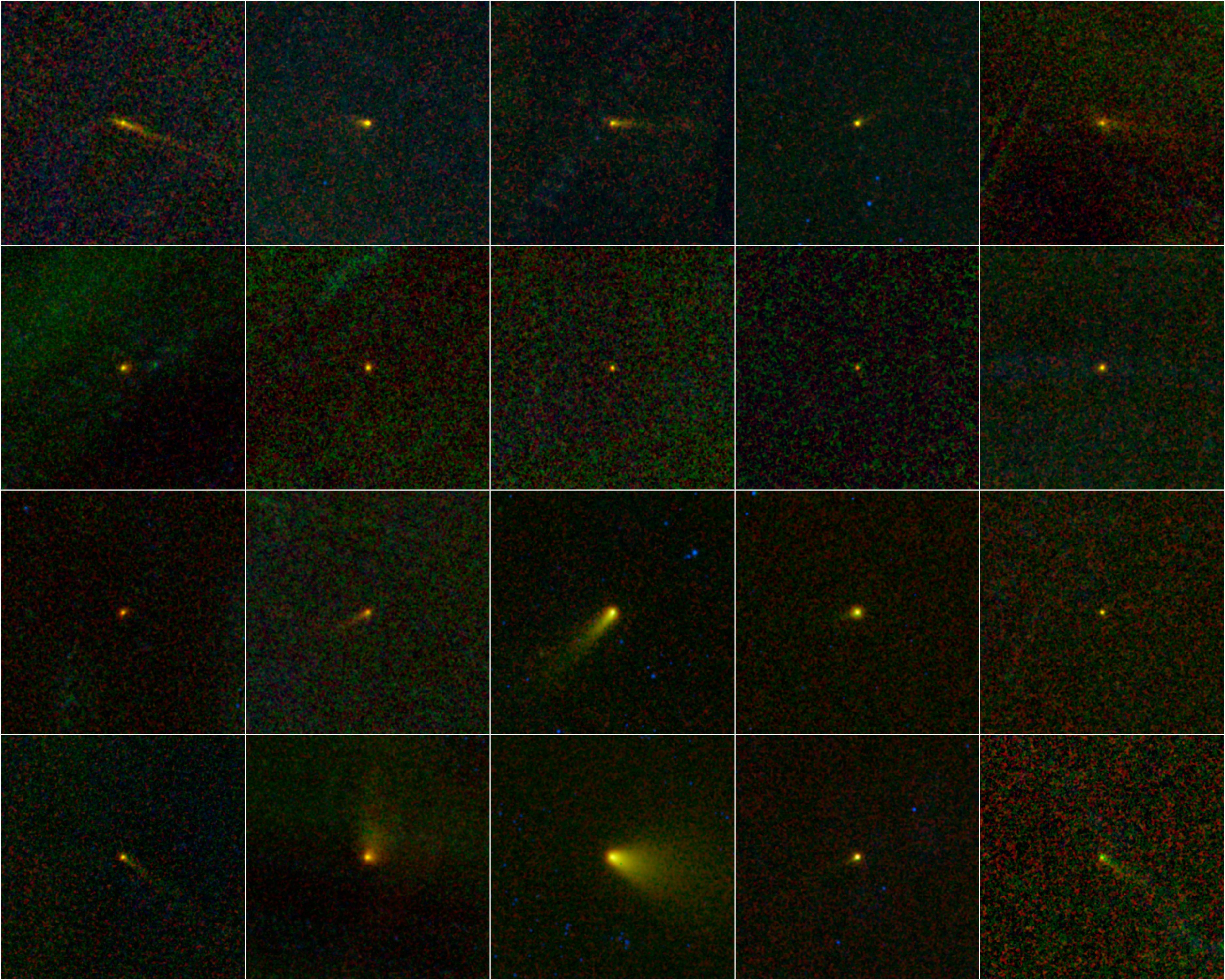
Mosaico de 20 cometas descobertos pelo telescópio espacial WISE
NEOWISE, primeiros quatro anos de dados a partir de dezembro de 2013
C/2011 W3 (Lovejoy) indo para o Sol
Vista do impactador em seus últimos momentos antes de atingir o Cometa 9P/Tempel 1 durante a missão Deep Impact

Vídeos
- A NASA está desenvolvendo um arpão de cometa para devolver amostras à Terra
- O Cometa Encke perdendo a cauda